# نامزدهای انتخابات ریاست‌جمهوری ایران (۱۳۹۲)
این مقاله مربوط به نامزدهای یازدهمین دوره انتخابات ریاست‌جمهوری ایران است که در تاریخ ۲۴ خرداد ۱۳۹۲ برگزار شد. این فهرست شامل ۳۸ چهره سرشناس سیاسی است که در انتخابات ثبت‌نام کردند؛ ۸ نفر به عنوان نامزد رسمی احراز صلاحیت شده و ۹ نفر به دلایل مختلف کنار کشیدند و صلاحیت ۲۱ نفر نیز تأیید نگردید.

## نامزدهای رسمی
نامزدهای رسمی انتخابات که از طرف شورای نگهبان معرفی شدند و در انتخابات شرکت کردند.

### اصولگرایان

#### سعید جلیلی

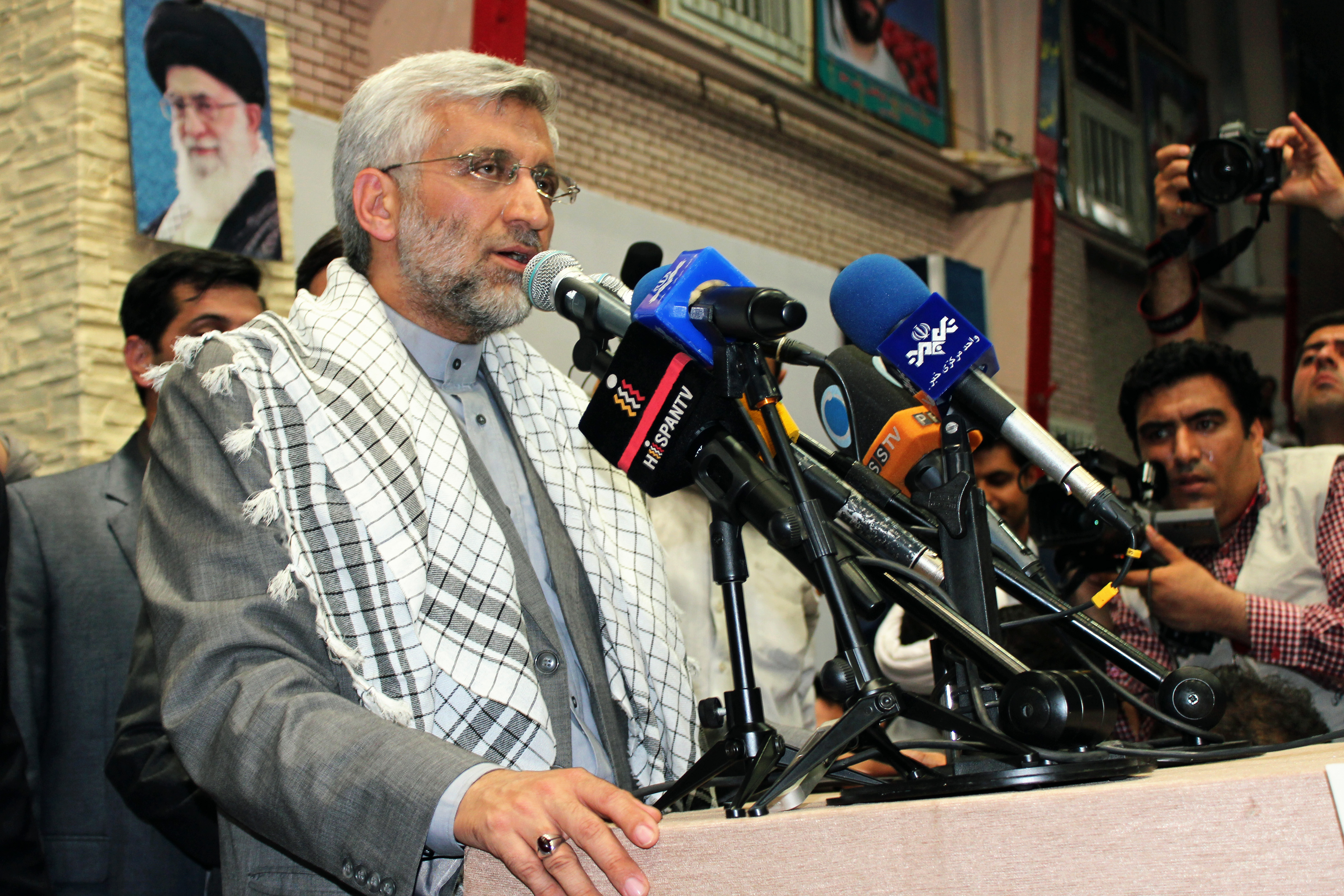
سعید جلیلی، دبیر وقت شورای عالی امنیت ملی جمهوری اسلامی

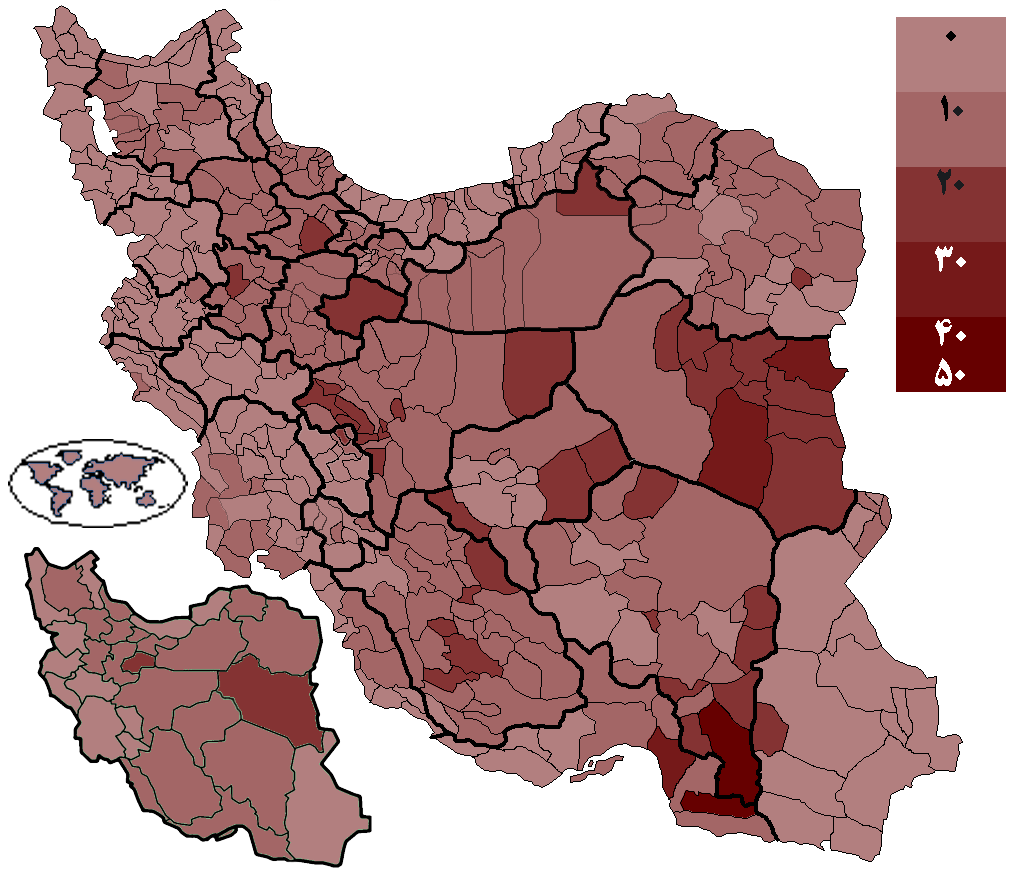
درصد رای جلیلی به تفکیک شهرستان و استان

سعید جلیلی، دکترای علوم سیاسی از دانشگاه امام صادق، دبیر وقت شورای عالی امنیت ملی جمهوری اسلامی بود. وی زاده ۱۳۳۴ است. سوابق:
- دبیرکلی دفتر مقام رهبری
- دبیر شورای عالی امنیت از ۱۳۸۶
- عضویت در هیئت علمی (دانشکده اقتصاد و مدیریت دانشگاه صنعتی شریف)

وی از دانش‌آموختگان دانشگاه امام صادق است. وی سابقه حضور در جبهه در صول ۸ سال جنگ با عراق را داراست. وی مدتی در وزارت خارجه حضور داشت. سپس مدتی در دفتر رهبر ایران حضور داشت. وی سپس با حضور متکی به وزارت خارجه بازگشت و پس از علی لاریجانی از سویِ محمود احمدی‌نژاد به دبیری شورای عالی امنیت رسید و یک سال بعد نیز نمایندگی رهبری در شورای عالی امنیت را کسب کرد. وی از مبدعان نظریه «دیپلماسی تهاجمی» است. وی بدونِ هیچ اطلاع یا نظری، در روز آخر در انتخابات ثبت نام کرد. لنکرانی نیز به نفع وی از انتخابات کناره‌گیری کرد.

#### غلامعلی حداد عادل

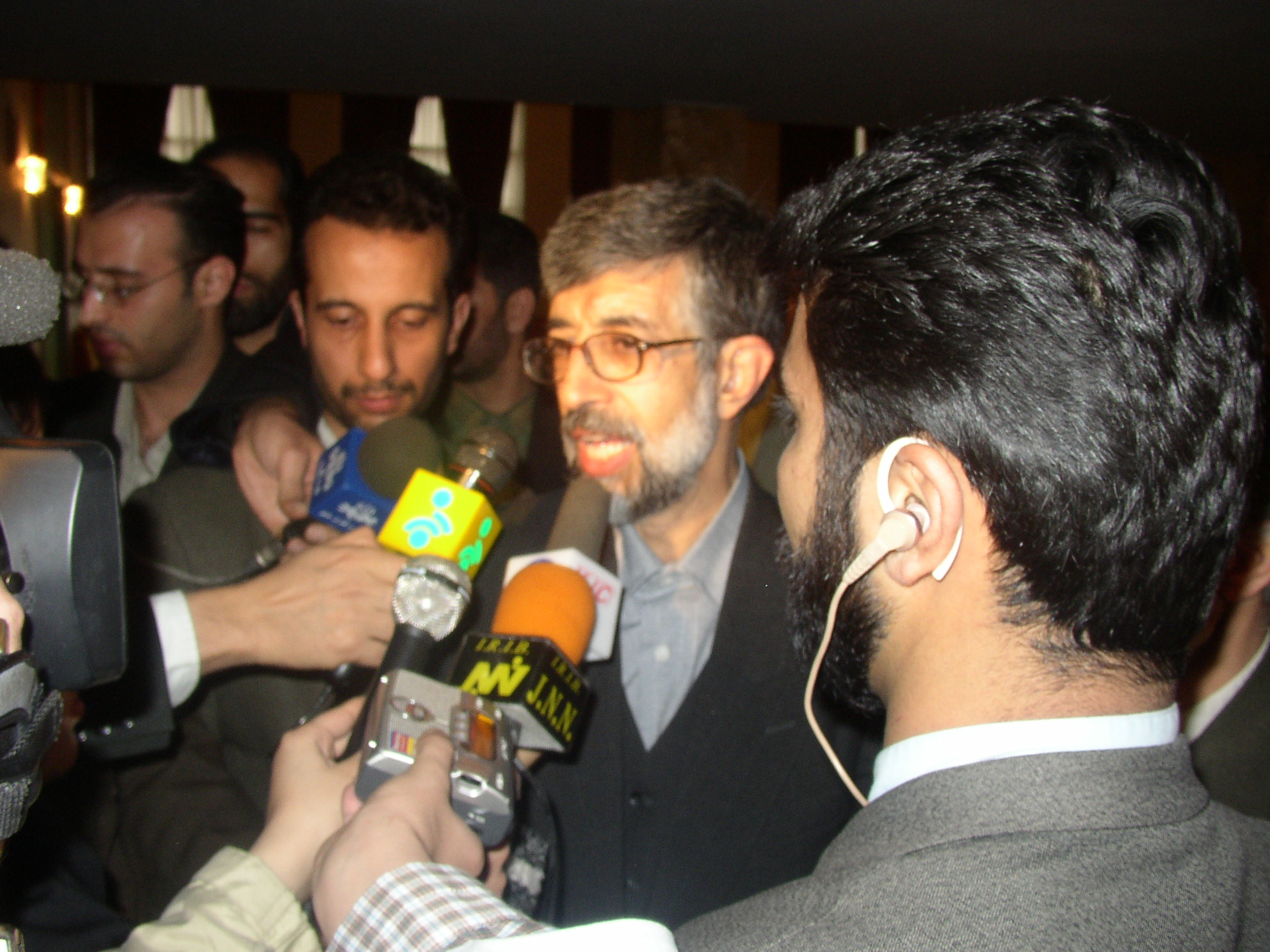
غلامعلی حدادعادل، نمایندهٔ مجلس و رئیس فرهنگستان زبان فارسی

غلامعلی حداد عادل، دکترای فلسفه، در سال ۱۳۲۴، در تهران متولد شد. وی از دانش‌آموزان مدرسه علوی بود. ابتدا در فیزیک کارشناسی و کارشناسی ارشدش را کسب کرد. سپس با ورور مجدد به دانشگاه ارشد و دکتری خود را در رشته فلسفه کسب کرد.
سوابق:
- عضو هیئت‌امنای بنیاد دایرةالمعارف اسلامی و مدیرعامل بنیاد دانشنامه جهان اسلام از ۷۴ تاکنون
- معاون پژوهشی وزارت آموزش و پرورش
- نماینده مردم تهران در مجلس شورای اسلامی؛ ششم تا نهم (در ریاست در دورهٔ هفتم، رئیس کمیسیون فرهنگی مجلس شورای اسلامی در دورهٔ هشتم و نهم)
- عضو شورای سرپرستی سازمان صدا و سیما
- عضو هیئت‌علمی گروه فلسفهٔ دانشکده ادبیات و علوم انسانی دانشگاه تهران،
- دریافت‌کنندهٔ نشان درجه دو تعلیم و تربیت ۲/۴/۱۳۷۴
- مشاور عالی آیت‌الله خامنه‌ای
- مؤلف تعدادی از کتاب‌های درسی در وزارت آموزش و پرورش

وی به همراه قالیباف و ولایتی ائتلافی را برای انتخاب نامزد ریاست جمهوری از میان خود تشکیل دادند. قرار شد تا طبق معیاری از پیش تعیین شده فرد برتر در انتخابات ثبت‌نام نماید، اما به دلایلی این امر اتفاق نیافتاد و حدادعادل به همراه دو نفر دیگر در انتخابات ثبت‌نام کرد.
وی خود را موافق تنش‌زدایی در سیاست خارجی، تفکیکِ جنسیتی در دانشگاه، و مخالفِ انحلالِ سازمانی برنامه و بودجه (که در زمانِ ریاست وی در مجلس از طرف دولت صورت گرفت) معرفی نمود. از برنامه‌های وی می‌توان به «نهضت ازدواج آسان» اشاره کرد وی از احتمالِ کناره‌گیری خود و سایر اعضای ائتلاف به نفع سعید جلیلی خبر داد ولی با واکنش دیگران، اعلام کرد که هنوز به جمع‌بندی نرسیده‌اند. ولایتی در ۷ خرداد از پایان ائتلاف خبر و از حضور نامزدها تا روز انتخابات خبر داد.
در ۲۰ خرداد ۱۳۹۲ (چهار روز پیش از انتخابات ریاست‌جمهوری ایران) وی به نفع اصول‌گرایان از کاندیداتوری کناره‌گیری کرد.
در ۲۰ خرداد ۱۳۹۲ (چهار روز پیش از انتخابات ریاست‌جمهوری ایران) وی به نفع اصول‌گرایان از کاندیداتوری کناره‌گیری کرد.

#### محمدباقر قالیباف

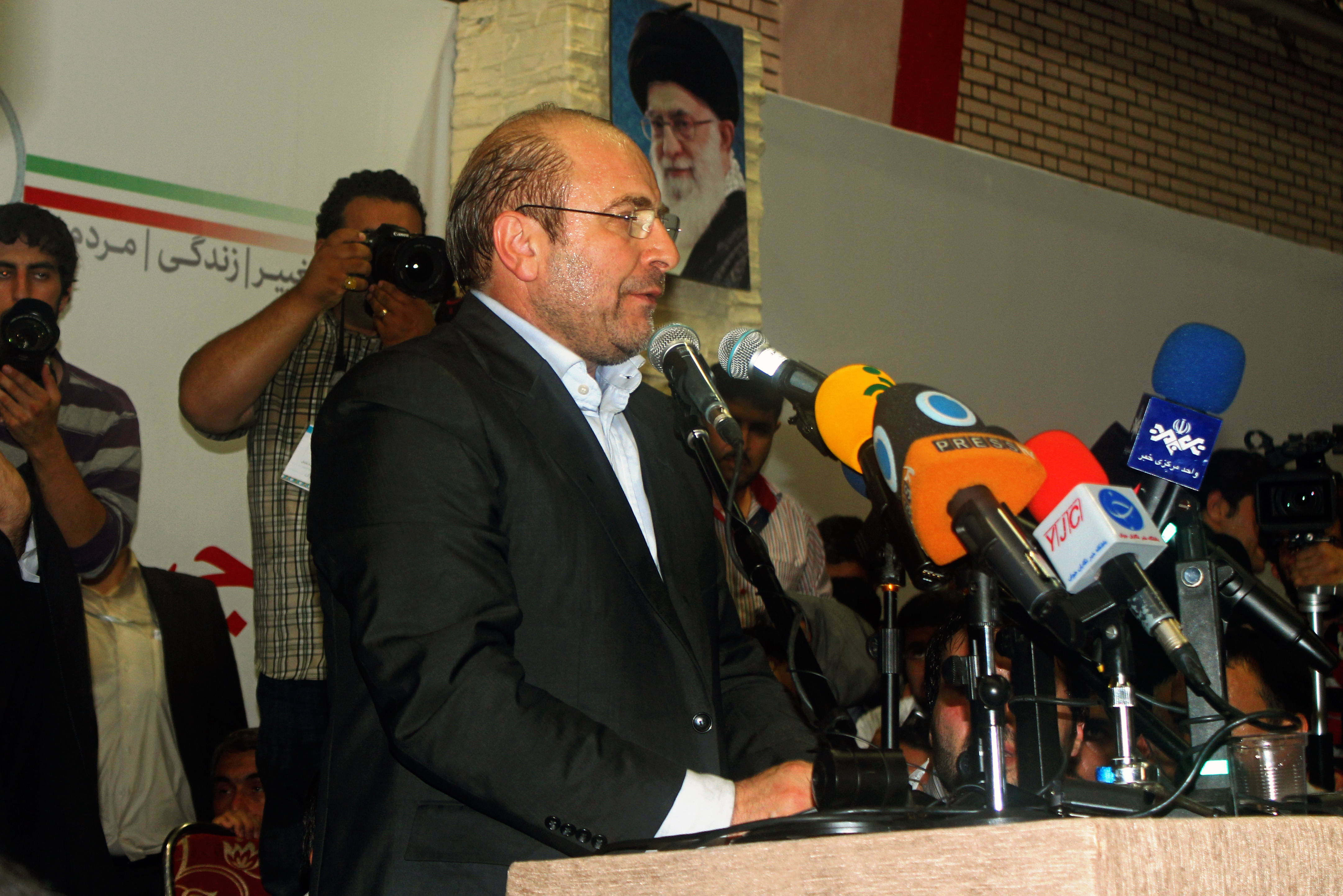
محمدباقر قالیباف، شهردار تهران

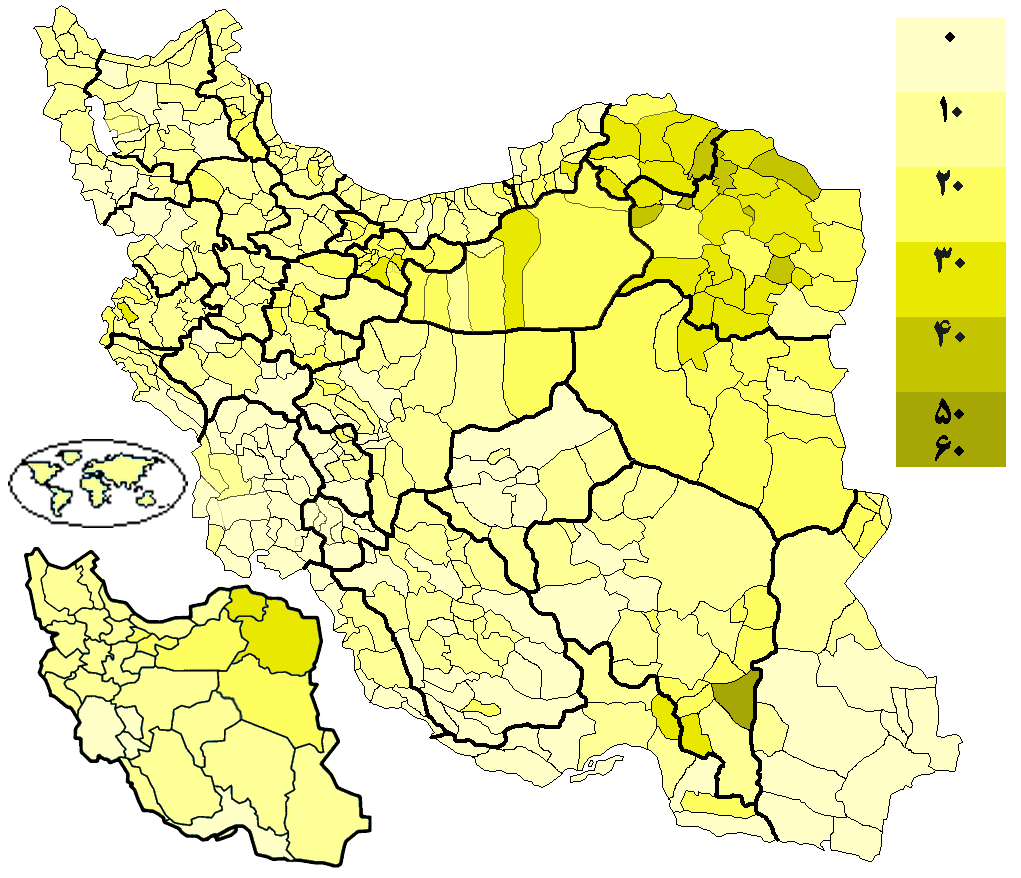
درصد رای قالیباف به تفکیک شهرستان و استان

محمدباقر قالیباف، زاده ۱۳۴۰ در طرقبه، مشهد است. وی دارای دکترای جغرافیای سیاسی است. پیش از این فرمانده قرارگاه خاتم الانبیاء، ناجا (۱۳۷۹–۱۳۸۴) بود. وی پس از شکست در انتخابات ریاست جمهوری ایران (۱۳۸۴) به منصبِ شهردار تهران دست‌یافت که تاکنون در اختیارِ وی است. سوابق:
- فرمانده لشکر پنج نصر خراسان (در ۲۲ سالگی)
- فرمانده قرارگاه خاتم الانبیاء
- فرماندهی نیروی هوایی سپاه پاسداران انقلاب اسلامی
- فرمانده نیروی انتظامی (۱۳۷۹–۱۳۸۴)

وی نیز یکی از افراد ائتلاف پیشرفت بود اما وی ائتلاف را از بین رفته نامید وی از مخالفان سرسخت نامزدیِ هاشمی رفسنجانی است. وی همچنین
وی موردِ حمایت بخشی از نمایندگان مجلس نیز هست و انصرافش به نفع جلیلی را رد کردند. وی میثاق‌نامه خود را منتشر کرد که اعمم برنامه‌هایش را تشریح کرده بود.

#### علی‌اکبر ولایتی

علی‌اکبر ولایتی

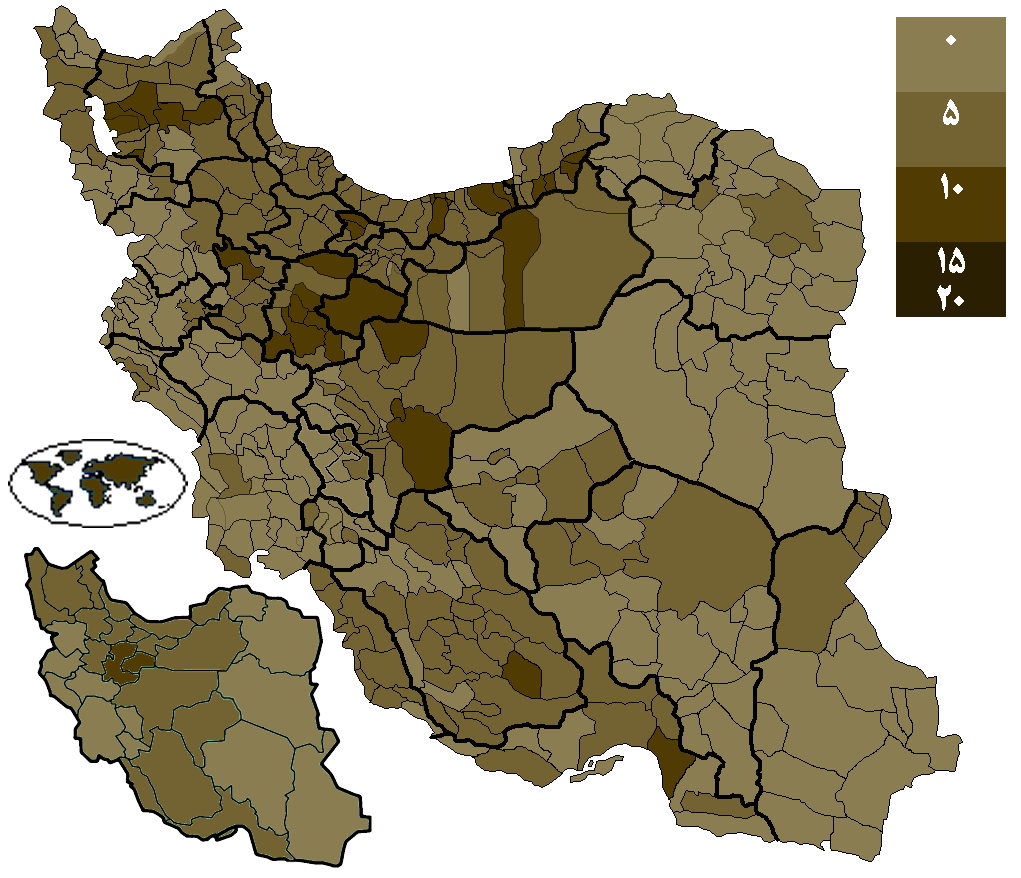
درصد رای ولایتی به تفکیک شهرستان و استان

علی‌اکبر ولایتی، زاده تیرماه ۱۳۲۴ است. وی دارای مدرک دیپلم طبیعی بود و با رتبهٔ ۴۹ وارد دانشگاه تهران شد و فوق تخصص بیماری‌های عفونی‌اش را از دانشگاه جان هاپکینز گرفت. سوابق:
- نماینده مردم تهران در مجلس شورای اسلامی
- به مدت ۱۶ سال وزیر امور خارجه
- مشاور رهبری از سال ۱۳۷۶
- مؤلف تعداد از کتب تاریخی، علمی و سیاسی
- دبیرکل مجمع جهانی بیداری اسلامی

وی نیز یکی از اعضای ائتلاف پیشرفت است که در انتخابات ثبت‌نام کرد. طرح اصلیِ وی «دولت متمم» است. وی نیز به تنش‌زدایی در روابط خارجی اعتقاد دارد. وی پیش از این در ۱۳۸۴ نیز نامزد بود که به نفع هاشمی رفسنجانی از انتخابات کنار کشید.

### اصلاح طلبان

#### عارف

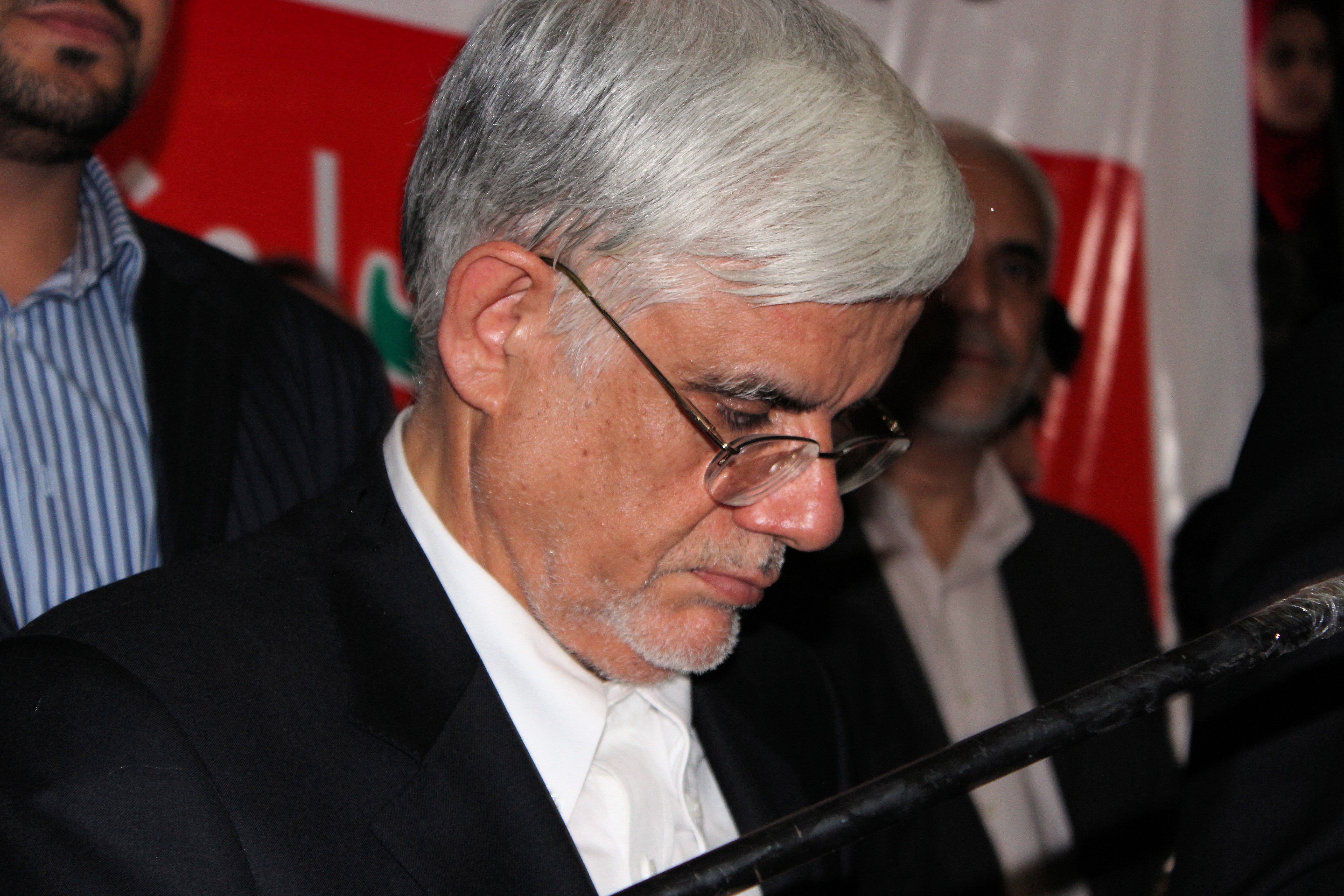
محمدرضا عارف، معاون اول محمد خاتمی

محمدرضا عارف زادهٔ ماه آذر ۱۳۳۰ دریزد، دارای دکترای برق مخابرات و از از اعضای حقیقی تشخیص مصلحت نظام می‌باشد. وی مدرک کارشناسی خود را از دانشگاه تهران دریافت و مدارک کارشناسی ارشد و دکتری خود را از دانشگاه استنفورد آمریکا کسب نمود. سوابق:
- سرپرست شرکت مخابرات(۶۱–۶۲)
- قائم مقام وزارت فرهنگ و آموزش عالی و معاون آموزشی
- عضو هیئت علمی دانشگاه (اصفهان از ۶۰–۱۳۷۷)، شریف
- رئیس دانشگاه تهران
- وزیر پست و تلگراف و تلفن
- رئیس سازمان مدیریت و برنامه‌ریزی
- معاون اول در دولت دوم خاتمی
- دارای تألیفاتی در رشته مهندسی الکترونیک و رمزنگاری

عارف اعلام کرده بود در صورت کاندیدشدن خاتمی یا هاشمی، کاندید نخواهد شد ولی سرانجام با اعلام قبلی، در روز چهارم ثبت نام کاندیدهای ریاست جمهوری با حضور در ستاد انتخابات وزارت کشور با شعار «معیشت، منزلت و عقلانیت» ثبت نام خود را قطعی کرد. شعار انتخاباتی دیگر او «زندگی آبرومندانه و شرافتمندانه در سایه کشورداری خردمندانه» است. وی اعلام کرده بود که به نفع هاشمی کنار خواهد رفت. اگرچه وی به صورت رسمی انصراف نداد. در نهایت نیز حائز صلاحیت شد. سرانجام در ساعات آغازین شب ۲۱ خرداد، عارف با انتشار بیانیه‌ای اعلام کرد سید محمد خاتمی در نامه‌ای به او ادامهٔ حضورش را صلاح نمی‌داند، و او نیز به این دلیل انصراف خود را از کاندیداتوری اعلام کرد.

### مستقل

#### محسن رضایی

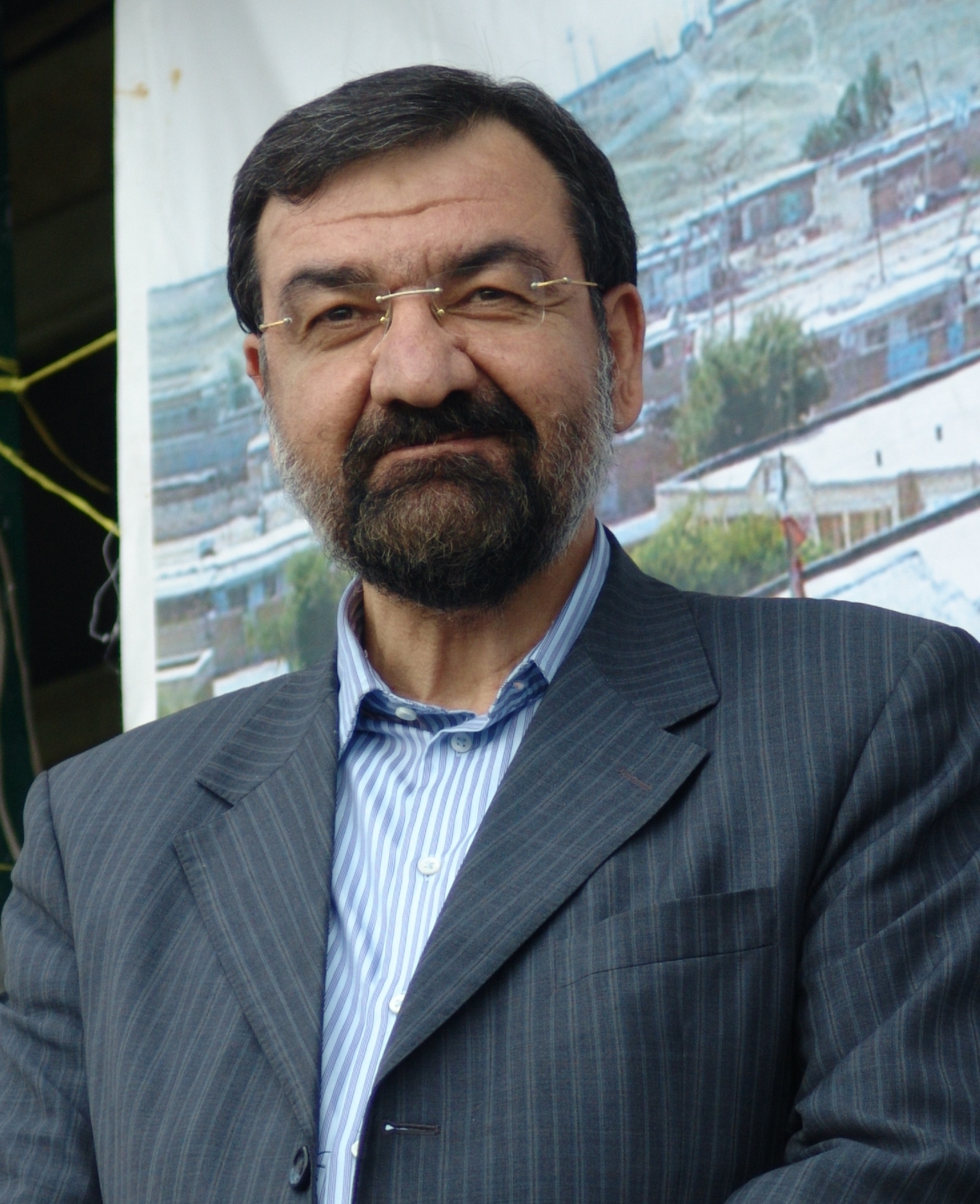
محسن رضایی، دبیر مجمع تشخیص مصلحت نظام

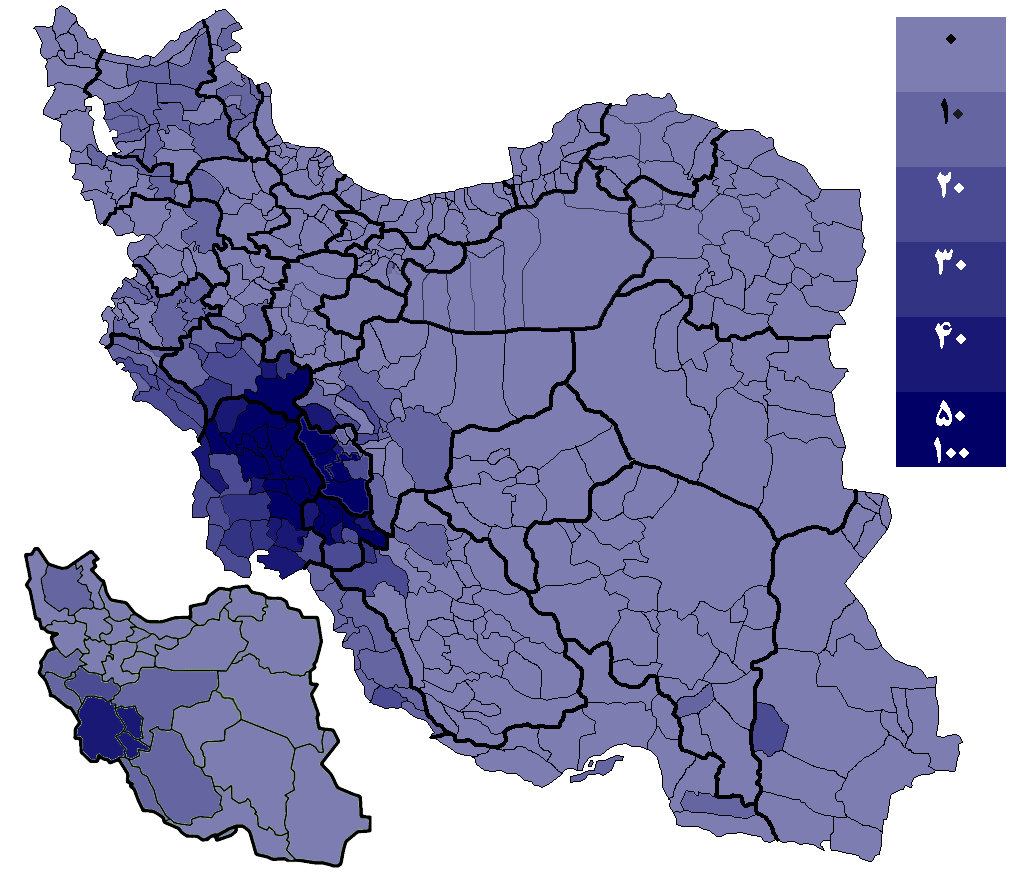
درصد رای رضایی به تفکیک شهرستان و استان

محسن رضایی میرقاعد، با نام اصلی (سبزوار رضایی میرقائد) متولد ۱۳۳۳، دارای دکترای اقتصاد است. وی در سال ۱۳۵۳ وارد دانشگاه شد و در رشتهٔ مکانیک به تحصیل پرداخت. در خرداد ۱۳۵۸ سپاه‌پاسداران انقلاب اسلامی را پایه نهاد. سوابق:
- تأسیس سپاه
- مؤسس قرارگاه خاتم‌النبیا
- دبیر مجمع تشخیص مصلحت نظام
- دارای تألیفاتی در زمینه تاریخ جنگ ۸ ساله، اقتصادی، سیاسی

وی همچنان در فهرست تحت تعقیب اینترپل قرار دارد. وی پیش از این در سال‌های ۱۳۸۴ و ۱۳۸۸ نیز نامزد انتخابات ریاست جمهوری بود. وی در سال ۱۳۸۴ به نفع احمدی‌نژاد کنار کشید و در سال ۱۳۸۸ آرای کمی بدست رأی آورد. وی یکی مدافعین فدارلیستم اقتصادی است و برنامه‌های خود را بر اساس آ قرار داده است.

#### حسن روحانی

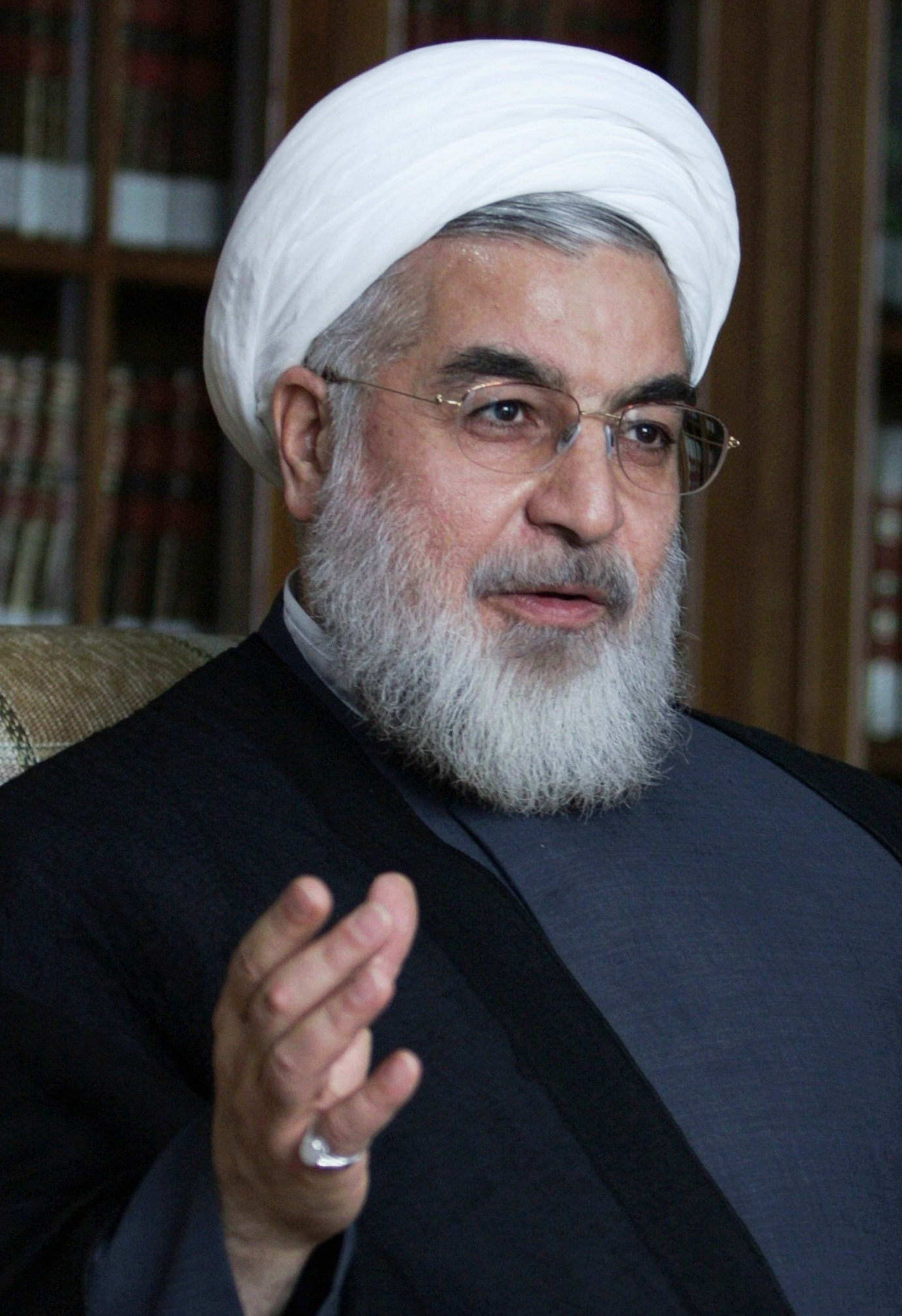
حسن روحانی، دبیر پیشین شورای عالی امنیت ملی و عضو مجمع تشخیص مصلحت نظام

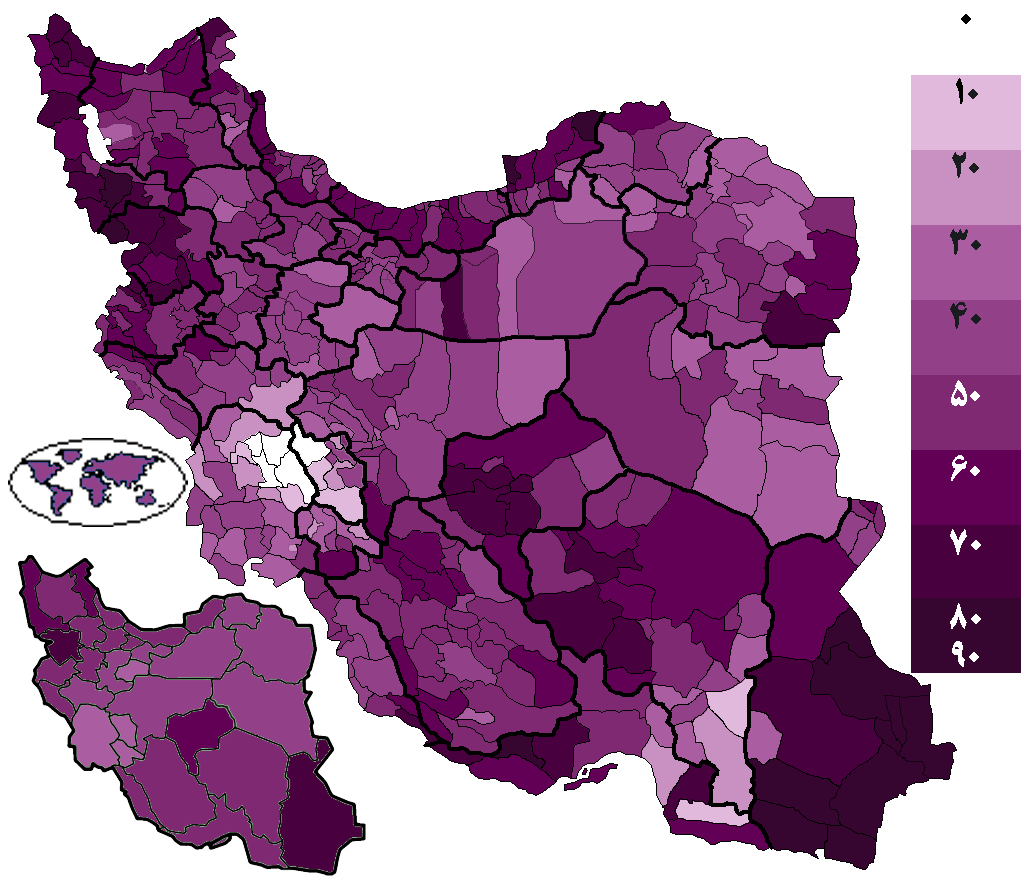
درصد رای روحانی به تفکیک شهرستان و استان

حسن روحانی، زاده ۲۷ آبان ۱۳۲۷ در سرخه است. وی دارای دکتری حقوق اساسی و قریب‌الاجتهاد از دانشگاه کالدونیا گلاسکو است. سوابق:
- نماینده مجلس شورای اسلامی (۵ دوره-از ۱۳۵۹–۱۳۷۹)
- دبیر شورای عالی امنیت ملی در دولت هاشمی و دولت خاتمی (۱۶ سال)
- رئیس مرکز تحقیقات استراتژیک مجمع تشخیص مصلحت نظام
- نماینده مجلس خبرگان رهبری، عضو مجمع تشخیص مصلحت نظام
- نویسنده مقالات و کتب از جمله امنیت ملی و دیپلماسی هسته‌ای

وی که به دلیل حضور در جلسات دیپلماتیک با سایر رؤسای جمهور و وزرای خارجه به «شیخ دیپلمات» نیز شهرت داد فعالیت‌های انتخاباتی‌اش را ۲۳ فررودین آغاز کرد روحانی از افراد نزدیک به هاشمی رفسنجانی محسوب می‌شود. روحانی که پیشتر اعلام کرده بود مستقل می‌آید، در همایش اعلام کاندیداتوری خود گفت: رئیس‌جمهوری باید مسئولیت را به عهده بگیرد که ملی باشد نه حزبی. وی تدوین «منشور حقوق شهروندی» را از جمله اولویت‌های خود در صورت انتخاب برای ریاست جمهوری عنوان کرد و از دولتش به نامِ» دولت تدبیر و امید» نام برده است. وی هدف دولتش را «نجات اقتصاد، احیای اخلاق و تعامل با جهان» اعلام کرده است. در ۳۱ اردیبهشت ۹۲، حسن روحانی به همراه ۷ نامزد دیگر برای انتخابات ریاست جمهوری تأیید صلاحیت شدند.

#### سید محمد غرضی
سید محمد غرضی، کارشناس ارشد الکترونیک، وزیر نفت دولت موسوی و وزیر پست و تلگراف و تلفن دولت هاشمی

## ثبت‌نام کرده‌ها
افرادی که در انتخابات به‌طور رسمی ثبت‌نام کردند تا مورد قضاوتِ شورای نگهبان دربارهٔ احراز صلاحیت برای کاندیداتوری رسمی در انتخابات قرار گیرند. افرادِ ثبت‌نام کرده در سه دسته اصولگرا، اصلاح‌طلب و مستقل قرار می‌گیرند. در مجموع ۴۰ چهره سرشناس در این انتخابات داوطلب شدند.

### آمار و ارقام
- طیف تحصیلات

| تحصیلات    | ٪   |
| ---------- | --- |
| دکتری      | ۱۲٪ |
| فوق لیسانس | ۲۲٪ |
| لیسانس     | ۳۱٪ |
| حوزوی      | ۱٪  |
| فوق دیپلم  | ۸٪  |
| دیپلم      | ۱۷٪ |
| دیگر       | ۹٪  |

- طیف سنی

| سن             | نفر |
| -------------- | --- |
| تا ۳۰ سال      | ۷۸  |
| ۳۰ تا ۳۵       | ۶۶  |
| ۳۶ تا ۴۰       | ۸۶  |
| ۴۱ تا ۴۵       | ۱۲۵ |
| ۴۶ تا ۵۰       | ۱۰۱ |
| ۵۱ سال تا ۵۵   | ۸۷  |
| ۵۶تا ۶۰        | ۲۸۳ |
| ۶۱ تا ۶۵       | ۳۲  |
| ۶۶ تا ۷۰       | ۱۰  |
| ۷۴ سال به بالا | ۱۴  |

| گرایش      | ائتلاف                  | نام                     | بالاترین سمت | فرایند انتخابات             | فرایند انتخابات  | فرایند انتخابات | فرایند انتخابات | فرایند انتخابات                      |
| گرایش      | ائتلاف                  | نام                     | بالاترین سمت | اعلام آمادگی                | ثبت‌نام*          | انصراف          | تأیید صلاحیت    | رای‌نهایی                             |
| ---------- | ----------------------- | ----------------------- | --- | --------------------------- | ---------------- | --------------- | --------------- | ------------------------------------ |
| اصولگرایان | ائتلاف اکثریت           | منوچهر متکی**           | وزیر امور خارجه دولت نهم و دهم | ۸ اسفند ۱۳۹۱                | ۲۱ام             | نه              | نه              |                                      |
| اصولگرایان | ائتلاف اکثریت           | سید محمدحسن ابوترابی‌فرد | نایب‌رئیس اول مجلس شورای اسلامی و عضو هیئت حل اختلاف بین قوا و نماینده مجلس (از دوره ششم تاکنون)                                                | ۲۶ فروردین                  | ۲۱ اردیبهشت      | [ ۵۰ ]          | —               |                                      |
| اصولگرایان | ائتلاف اکثریت           | محمدرضا باهنر           | نایب‌رئیس دوم مجلس شورای اسلامی و نمایندهٔ مجلس دوم تا نهم (به استثنای ششم)                                                                      | ۲۳ اسقند ۱۳۹۱               | نه               | ابوترابی‌فرد     |                 |                                      |
| اصولگرایان | ائتلاف اکثریت           | مصطفی پورمحمدی          | رئیس سازمان بازرسی کل کشور، وزیر کشور دولت نهم                                                                                                 | ۲۷ اسفند ۱۳۹۱               | نه               | ابوترابی‌فرد     |                 |                                      |
| اصولگرایان | ائتلاف اکثریت           | یحیی آل اسحاق           | رئیس اتاق بازرگانی، وزیر بازرگانی دولت ششم | ۲۸ اسفند ۱۳۹۱               | نه               | ابوترابی‌فرد     |                 |                                      |
| اصولگرایان | ائتلاف پیشرفت (منحل شد) | غلامعلی حدادعادل        | رئیس مجلس هفتم | ۳۰ آذر ۱۳۹۱                 | ۲۰.              | نه              | اصولگرایان      | پس‌گرفتن درخواست(بعد از تأیید صلاحیت) |
| اصولگرایان | ائتلاف پیشرفت (منحل شد) | محمدباقر قالیباف        | شهردار تهران (از ۱۳۸۴) | ۲۶ تیر ۱۳۹۱                 | ۲۱ام             | نه              | آری             | ۶٬۰۷۷٬۲۹۲                            |
| اصولگرایان | ائتلاف پیشرفت (منحل شد) | علی‌اکبر ولایتی          | وزیر امور خارجه ایران در دوره موسوی و هاشمی | [ ۵۸ ]                      | ۲۱ام.            | نه              | آری             | ۲٬۲۶۸٬۷۵۳                            |
| اصولگرایان | حامیان دولت             | اسفندیار رحیم‌مشایی      | رئیس دفتر ریاست جمهوری (۱۳۸۸–۱۳۹۰) - رئیس سازمان میراث فرهنگی (۱۳۸۴–۱۳۸۸)                                                                      | —                           | ۲۱ام             | نه              | نه              |                                      |
| اصولگرایان | حامیان دولت             | محمدرضا رحیمی           | معاون اول احمدی‌نژاد | —                           | ۲۱.              | آری             | —               |                                      |
| اصولگرایان | حامیان دولت             | صادق خلیلیان            | وزیرکشاورزی دولت دهم | —                           | ۲۱ام.            | آری             | —               |                                      |
| اصولگرایان | حامیان دولت             | علی‌اکبر جوانفکر         | مشاور مطبوعاتی و رسانه‌ای احمدی‌نژاد | —                           | ۲۱ام.            | مشایی           | —               |                                      |
| اصولگرایان | پایداری                 | کامران باقری لنکرانی    | وزیر بهداشت | ۲۳ فروردین ۱۳۹۲             | ۱۹ام             | جلیلی           | —               |                                      |
| اصولگرایان | پایداری                 | سعید جلیلی              | دبیر شورای عالی امنیت ملی جمهوری اسلامی | —                           | ۲۱ام.            | نه              | آری             | ۴٬۱۶۸٬۹۴۶                            |
| اصولگرایان | محسن رضایی              | محسن رضایی              | دبیر مجمع تشخیص مصلحت نظام | ۱۴ اسفند ۱۳۹۲               | ۲۰ام.            | نه              | آری             | ۳٬۸۸۴٬۴۱۲                            |
| اصولگرایان | علیرضا زاکانی           | علیرضا زاکانی           | نمایندهٔ مجلس هفتم تا نهم | ۲۲ فروردین ۱۳۹۲             | ۲۰ام.            | نه              | نه              |                                      |
| اصولگرایان | علی فلاحیان             | علی فلاحیان             | وزیر اطلاعات دولت هاشمی، نمایندهٔ مجلس خبرگان رهبری                                                                                             | ۲۳ بهمن ۱۳۹۲                | ۱۹               | نه              | نه              |                                      |
| اصولگرایان | سید ابوالحسن نواب       | سید ابوالحسن نواب       | قائم مقام مجمع جهانی اهل بیت | —                           | [ ۷۹ ]           | نه              | نه              |                                      |
| اصولگرایان | محمدحسن قدیری ابیانه    | محمدحسن قدیری ابیانه    | کارشناس عالی وزارت امور خارجه، سفیر سابق ایران در مکزیک (۸۹–۱۳۸۶)                                                                              | —                           | ۲۱ اردیبهشت      | نه              | نه              |                                      |
| اصولگرایان | روح‌الله احمدزادهٔ کرمانی | روح‌الله احمدزادهٔ کرمانی | معاون احمدی‌نژاد و رئیس سازمان میراث فرهنگی و گردشگری (اردیبهشت-دی ۱۳۹۰)، استاندار فارس (۱۳۸۸–۹۰)                                               | ۲۶ فروردین اعلام آمادگی کرد | ۱۹ام             | نه              | نه              |                                      |
| اصلاح‌طلبان | ابراهیم اصغرزاده        | ابراهیم اصغرزاده        | نمایندهٔ مجلس سوم و شورای شهر سوم تهران | —                           | ۲۱ام.            | نه              | نه              |                                      |
| اصلاح‌طلبان | جواد اطاعت              | جواد اطاعت              | نمایندهٔ مجلس ششم | —                           | ۲۱ام.            | هاشمی           | —               |                                      |
| اصلاح‌طلبان | اکبر اعلمی              | اکبر اعلمی              | نمایندهٔ مجلس ششم و هفتم | —                           | ۲۰ام.            | نه              | نه              |                                      |
| اصلاح‌طلبان | قاسم شعله‌سعدی           | قاسم شعله‌سعدی           | نماینده دوره‌های چهارم و پنجم مجلس شورای اسلامی                                                                                                 | —                           | ۱۶ام             | نه              | نه              |                                      |
| اصلاح‌طلبان | محمدرضا عارف            | محمدرضا عارف            | دکترای مخابرات، وزیر پست و تلگراف و تلفن و معاون اول دولت خاتمی                                                                                | ۲۲ مهر                      | ۲۰ام ثبت‌نام کرد. | نه              | آری             | پس‌گرفتن درخواست(بعد از تأیید صلاحیت) |
| اصلاح‌طلبان | مصطفی کواکبیان          | مصطفی کواکبیان          | دبیرکل حزب مردم‌سالاری، نمایندهٔ پیشتر مردم سمنان و مهدیشهر در مجلس هشتم                                                                         | ۹ اردیبهشت ۱۳۹۲.            | ۱۷ام.            | نه              | نه              |                                      |
| اصلاح‌طلبان | محمد شریعتمداری         | محمد شریعتمداری         | وزیر بازرگانی کابینه اول و دوم خاتمی | ۱۶ بهمن ۱۳۹۱                | ۲۱ام.            | نه              | نه              |                                      |
| اصلاح‌طلبان | مسعود پزشکیان           | مسعود پزشکیان           | وزیر بهداشت دولت اصلاحات | —                           | ۲۱ام             | —               | نه              |                                      |
| مستقل      | داوود احمدی‌نژاد         | داوود احمدی‌نژاد         | رئیس بازرسی نهاد ریاست‌جمهوری (۱۳۸۴–۱۳۸۷)، دبیر کارگروه دایمی پدافند غیرعامل                                                                    | —                           | ۲۱ام             | آری             | —               |                                      |
| مستقل      | سید محمدباقر خرازی      | سید محمدباقر خرازی      | دبیرکل حزب‌الله ایران مایل به اصولگرایی | —                           | ۲۱ام             | نه              | نه              |                                      |
| مستقل      | حسن روحانی              | حسن روحانی              | دبیر شورای عالی امنیت ملی در دولت هاشمی و دولت خاتمی، نماینده مجلس خبرگان رهبری، عضو مجمع تشخیص مصلحت نظام                                     | ۲۲ فروردین                  | ۱۹ام             | نه              | آری             | ۱۸٬۶۱۳٬۳۲۹                           |
| مستقل      | حسن سبحانی              | حسن سبحانی              | نمایندهٔ دوره‌های پنجم و ششم و هفتم مجلس شورای اسلامی                                                                                            | [ ۱۰۵ ]                     | [ ۱۰۶ ]          | نه              | نه              |                                      |
| مستقل      | محمد سعیدی‌کیا           | محمد سعیدی‌کیا           | وزیر راه و ترابری در دولت موسوی و هاشمی و وزیر جهاد سازندگی خاتمی و وزیر مسکن احمدی‌نژاد                                                        | ۲۸ اسفند                    | ۲۱ام             | نه              | نه              |                                      |
| مستقل      | علیرضا علی‌احمدی         | علیرضا علی‌احمدی         | وزیر آموزش و پرورش در کابینه اول محمود احمدی‌نژاد                                                                                               | —                           | ۲۰ام             | نه              | نه              |                                      |
| مستقل      | سید محمد غرضی           | سید محمد غرضی           | وزیر نفت دولت موسوی و وزیر پست و تلگراف و تلفن دولت هاشمی                                                                                      | —                           | ۱۹ام.            | نه              | آری             | ۴۴۶٬۰۱۵                              |
| مستقل      | سید احمد کاشانی         | سید احمد کاشانی         | کارشناس ارشد عمران، نمایندهٔ دوره‌های اول و دوم مجلس شورای اسلامی                                                                                | —                           | ۲۱ام             | نه              | نه              |                                      |
| مستقل      | پرویز کاظمی             | پرویز کاظمی             | وزیر رفاه دولت احمدی‌نژاد (۱۳۸۴–۸۵) | —                           | ۲۱ام             | نه              | نه              |                                      |
| مستقل      | طهماسب مظاهری           | طهماسب مظاهری           | رئیس پیشتر بانک مرکزی، وزیر اقتصاد دولت هشتم                                                                                                   | —                           | [ ۹۹ ]           | نه              | نه              |                                      |
| مستقل      | صادق واعظ زاده          | صادق واعظ زاده          | رئیس مرکز الگوی اسلامی-ایرانی پیشرفت، رئیس بنیاد ملی نخبگان (۱۳۸۵–۱۳۸۸)، عضو مجمع تشخیص مصلحت نظام                                             | ۲۹ فروردین ۱۳۹۲             | [ ۹۹ ]           | نه              | نه              |                                      |
| مستقل      | اکبر هاشمی رفسنجانی     | اکبر هاشمی رفسنجانی     | رئیس‌جمهور ایران از ۱۳۶۸ تا ۱۳۷۶ رئیس مجلس شورای اسلامی رئیس مجمع تشخیص مصلحت نظام رئیس مجلس خبرگان جانشین فرماندهی کل قوا رئیس شورای عالی دفاع | —                           | ۲۱ام             | نه              | نه              |                                      |

- - ثبت نام‌ها در اردیبهشت ماه ۱۳۹۲صورت گرفته است.
    - متکی پس از اعلام نتیجه ائتلاف، اعلام کرد که نتایج به نفع او بوده است نه ابوترابی.[۱۱۴]

## نامزدهای تائیدشده توسط شورای نگهبان
شورای نگهبان در تاریخ ۳۱ اردیبهشت ۱۳۹۲ نتیجهٔ احراز صلاحیت کاندیدهای ریاست جمهوری را به شرح زیر اعلام کرد:
| گرایش      | ائتلاف        | نام              | نام | بالاترین سمت                                                                                               | رای‌نهایی        |
| ---------- | ------------- | ---------------- | --- | --- | --------------- |
| اصولگرایان | ائتلاف پیشرفت | غلامعلی حدادعادل |     | رئیس مجلس هفتم                                                                                             | پس‌گرفتن درخواست |
| اصولگرایان | ائتلاف پیشرفت | محمدباقر قالیباف |     | شهردار تهران (از ۱۳۸۴)                                                                                     | انتخاب نشد      |
| اصولگرایان | ائتلاف پیشرفت | علی‌اکبر ولایتی   |     | وزیر امور خارجه ایران در دوره موسوی و هاشمی                                                                | انتخاب نشد      |
| اصولگرایان | پایداری       | سعید جلیلی       |     | دبیر شورای عالی امنیت ملی جمهوری اسلامی                                                                    | انتخاب نشد      |
| اصولگرایان | بدون ائتلاف   | محسن رضایی       |     | دبیر مجمع تشخیص مصلحت نظام                                                                                 | انتخاب نشد      |
| اصلاح‌طلبان | اصلاح‌طلبان    | محمدرضا عارف     |     | دکترای مخابرات، وزیر پست و تلگراف و تلفن و معاون اول دولت خاتمی                                            | پس‌گرفتن درخواست |
| مستقل      | مستقل         | سید محمد غرضی    |     | وزیر نفت دولت موسوی و وزیر پست و تلگراف و تلفن دولت هاشمی                                                  | انتخاب نشد      |
| مستقل      | مستقل         | حسن روحانی       |     | دبیر شورای عالی امنیت ملی در دولت هاشمی و دولت خاتمی، نماینده مجلس خبرگان رهبری، عضو مجمع تشخیص مصلحت نظام | پیروز شد        |

## نامزدهای رد صلاحیت‌شده
افرادی که در انتخابات به‌طور رسمی ثبت‌نام کردند تا مورد قضاوتِ شورای نگهبان دربارهٔ احراز صلاحیت برای کاندیداتوری رسمی در انتخابات قرار گیرند. افرادِ ثبت‌نام کرده در سه دسته اصولگرا، اصلاح‌طلب و مستقل قرار می‌گیرند. در مجموع ۴۰ چهره سرشناس در این انتخابات داوطلب شدند.
- روح‌الله احمدزادهٔ کرمانی، دکترای مدیریت رسانه، معاون احمدی‌نژاد و رئیس سازمان میراث فرهنگی و گردشگری (اردیبهشت-دی ۱۳۹۰)، استاندار فارس (۱۳۹۰–۱۳۸۸) (اصولگرای نزدیک به دولت)
- ابراهیم اصغرزاده، دکترای علوم سیاسی، نمایندهٔ مجلس سوم و شورای شهر سوم تهران (اصلاحطلب)
- اکبر اعلمی، کارشناس ارشد اقتصاد بین‌الملل، نمایندهٔ مجلس ششم و هفتم (اصلاحطلب)
- مسعود پزشکیان، فوق تخصص جراحی قلب، وزیر بهداشت دولت اصلاحات (مایل به اصلاحطلبی)
- سید محمدباقر خرازی، مجتهد، دبیرکل حزب‌الله ایران (مایل به اصولگرایی)
- اسفندیار رحیم‌مشایی، مهندس الکترونیک، رئیس دفتر ریاست جمهوری (۱۳۹۰–۱۳۸۸) - رئیس سازمان میراث فرهنگی (۱۳۸۸–۱۳۸۴) (اصولگرای حامی دولت)
- علیرضا زاکانی، دکترای پزشکی هسته‌ای، نمایندهٔ مجلس هفتم تا نهم (اصولگرا)
- حسن سبحانی، دکترای علوم اقتصادی، نمایندهٔ دوره‌های پنجم و ششم و هفتم مجلس شورای اسلامی
- محمد سعیدی‌کیا، کارشناس ارشد راه و ساختمان، وزیر راه و ترابری در دولت موسوی و هاشمی و وزیر جهاد سازندگی خاتمی و وزیر مسکن احمدی‌نژاد (مایل به اصولگرایی)
- محمد شریعتمداری، دکترای مدیریت، وزیر بازرگانی کابینه اول و دوم خاتمی (مایل به اصلاحطلبی)
- قاسم شعله‌سعدی، دکترای حقوق، نماینده دوره‌های چهارم و پنجم مجلس شورای اسلامی (اصلاحطلب)
- علی فلاحیان، مجتهد، وزیر اطلاعات دولت هاشمی، نمایندهٔ مجلس خبرگان رهبری (اصولگرا)
- محمدحسن قدیری ابیانه، دکترای مدیریت استراتژیک، کارشناس عالی وزارت امور خارجه، سفیر سابق ایران در مکزیک (۱۳۸۹–۱۳۸۶) (مایل به اصولگرایی)
- سید احمد کاشانی، کارشناس ارشد عمران، نمایندهٔ دوره‌های اول و دوم مجلس شورای اسلامی
- پرویز کاظمی، کارشناس ارشد مدیریت صنعتی، وزیر رفاه دولت احمدی‌نژاد (۱۳۸۵–۱۳۸۴) (مایل به اصولگرایی)
- مصطفی کواکبیان، دکترای علوم سیاسی، دبیرکل حزب مردم‌سالاری، نمایندهٔ پیشتر مردم سمنان و مهدیشهر در مجلس هشتم (اصلاحطلب، مردم‌سالاری)
- منوچهر متکی، کارشناس ارشد روابط بین‌الملل، وزیر امور خارجه دولت نهم و دهم (ائتلاف بزرگ اصولگرایان) (ائتلاف بزرگ اصولگرایان)
- طهماسب مظاهری، کارشناس ارشد عمران، رئیس پیشتر بانک مرکزی، وزیر اقتصاد دولت هشتم
- سید ابوالحسن نواب، دارای تحصیلات عالی حوزوی، قائم مقام مجمع جهانی اهل بیت (اصولگرا، جامعهٔ روحانیت)
- صادق واعظ زاده، دکترای مهندسی برق، رئیس مرکز الگوی اسلامی-ایرانی پیشرفت، رئیس بنیاد ملی نخبگان (۱۳۸۸–۱۳۸۵)، عضو مجمع تشخیص مصلحت نظام (مایل به اصولگرایی)
- اکبر هاشمی رفسنجانی، مجتهد، رئیس مجمع تشخیص مصلحت نظام، رئیس‌جمهور پیشین ایران از ۱۳۶۸ تا ۱۳۷۶ وی در آخرین دقایق ثبت نام حضور پیدا کرد. (اصلاحطلب، کارگزاران)

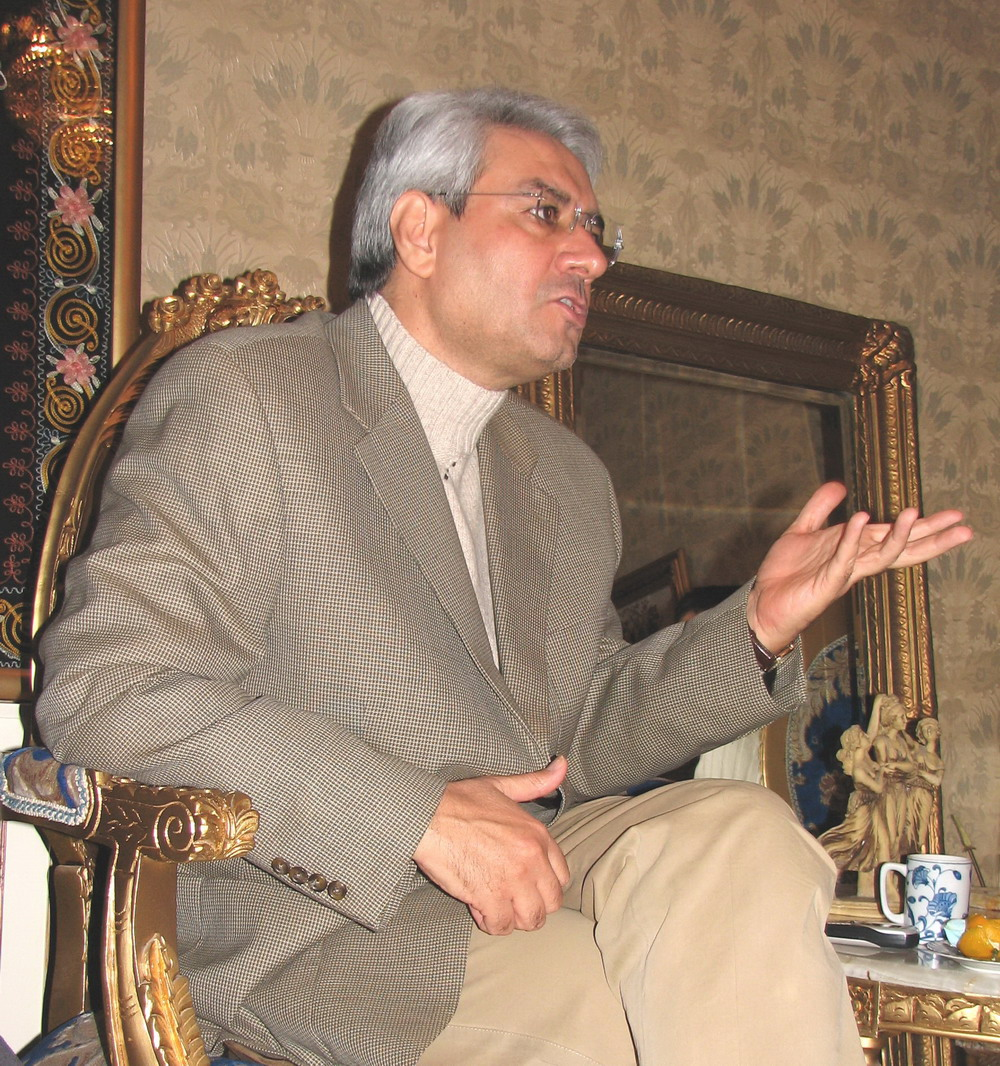
نمایندهٔ مجلس سوم و شورای شهر سوم تهران ابراهیم اصغرزاده
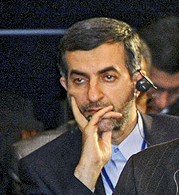
رئیس دفتر پیشین و مشاور رئیس‌جمهور ایران، اسفندیار رحیم‌مشایی
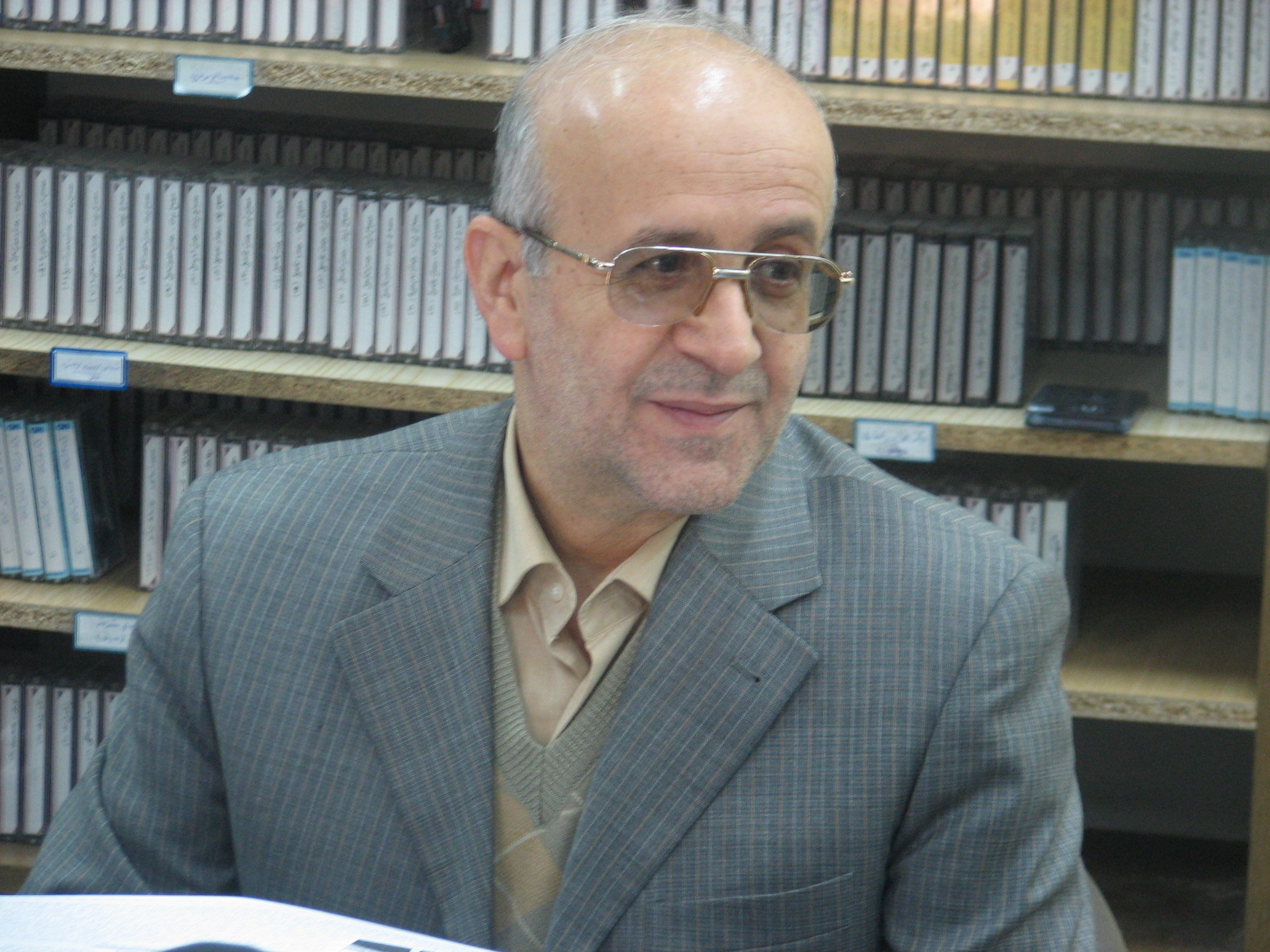
نمایندهٔ مجلس‌های پنجم تا هفتم، حسن سبحانی
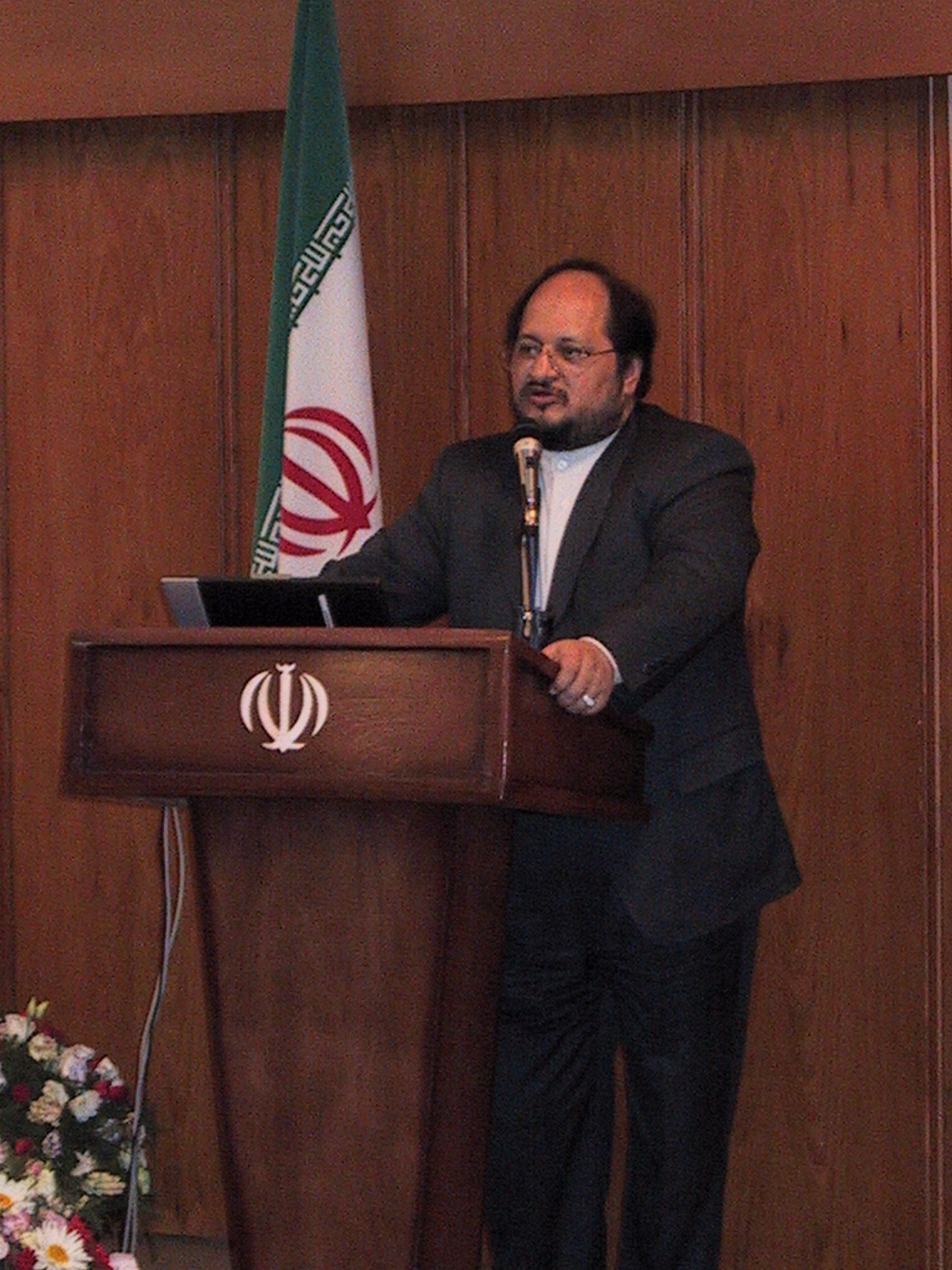
وزیر بازرگانی دولت خاتمی، محمد شریعتمداری
دبیرکل حزب مردم‌سالاری و نمایندهٔ سابق مجلس مصطفی کواکبیان
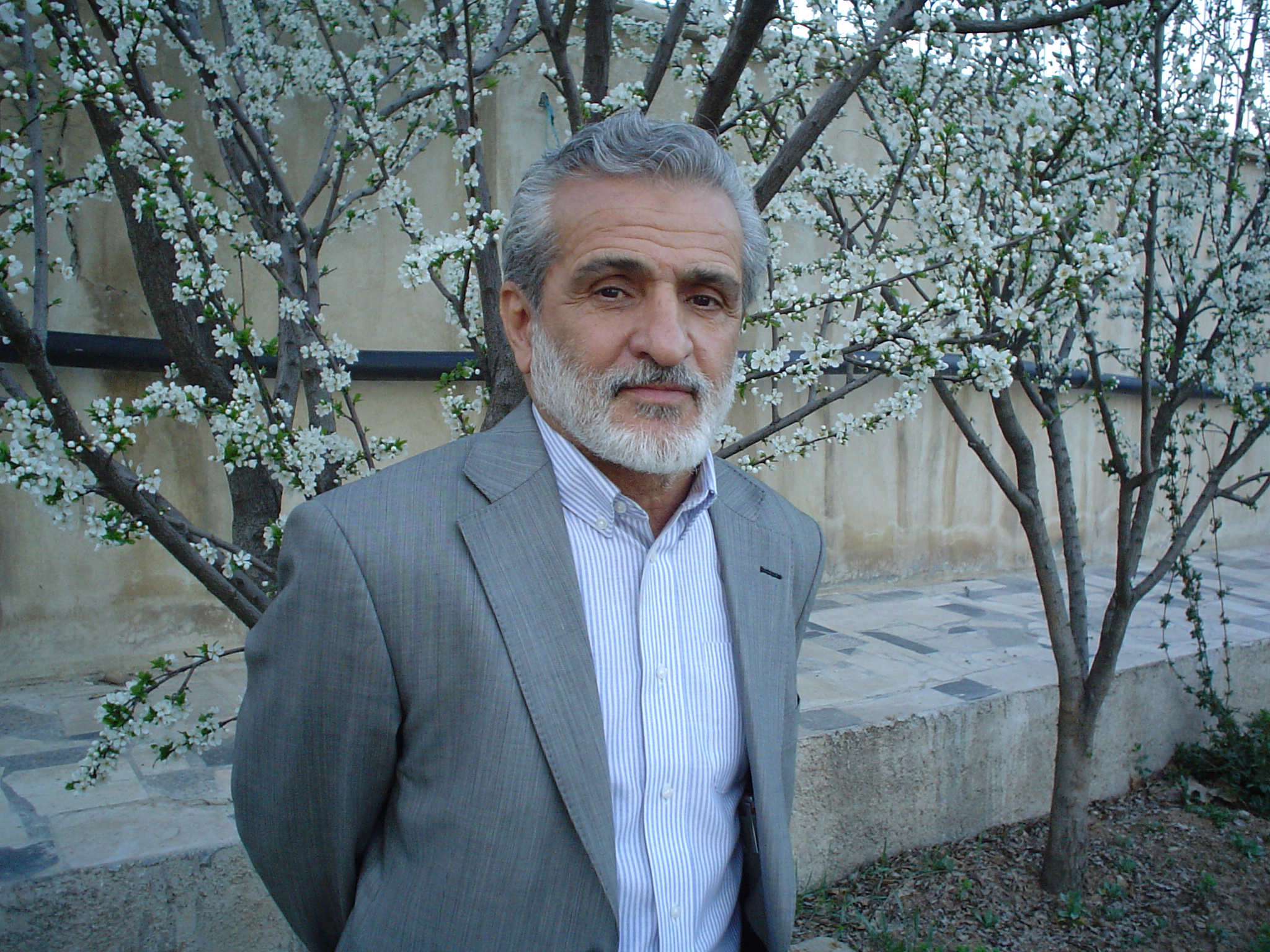
نمایندهٔ پیشین مجلس، سید احمد کاشانی
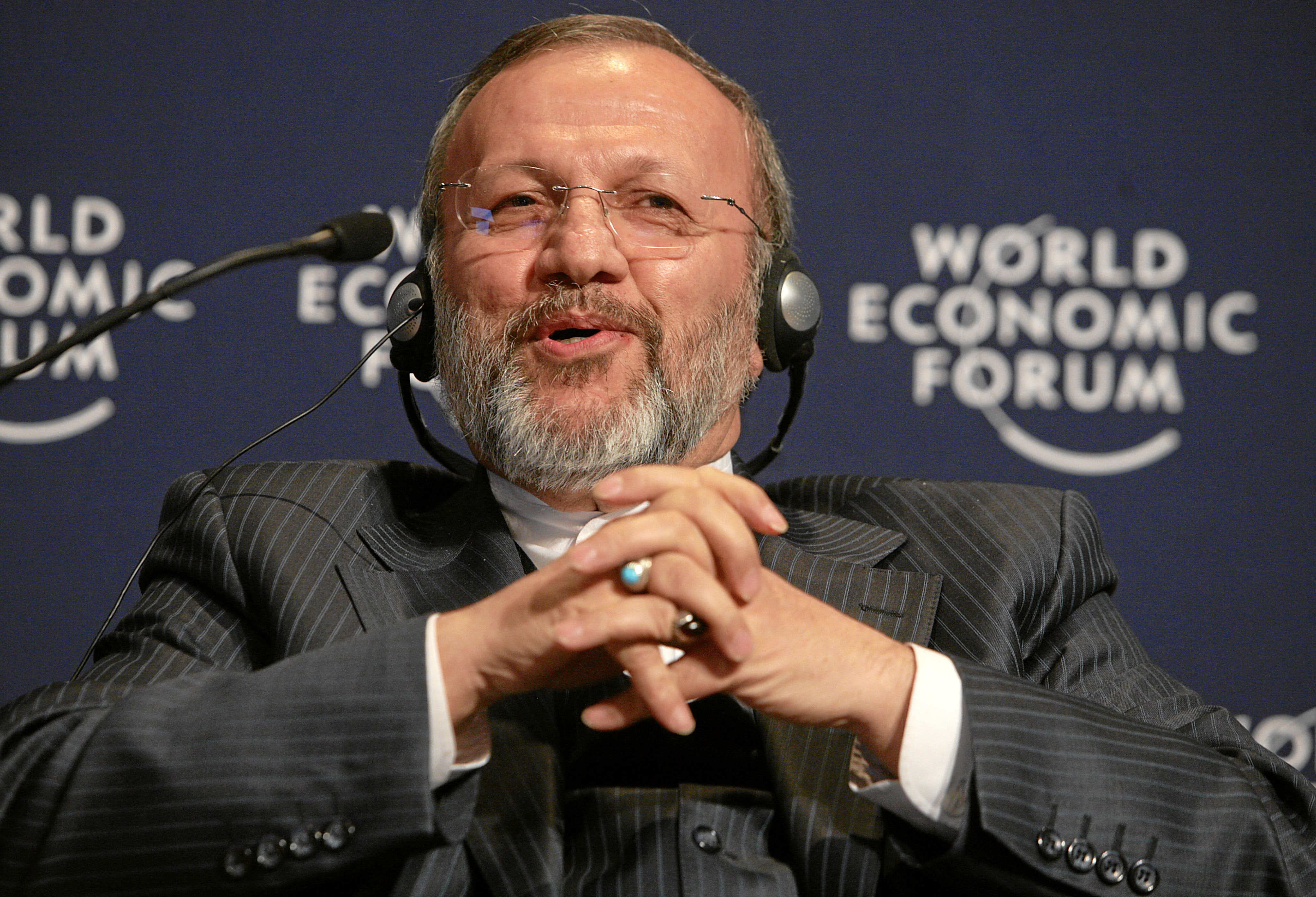
وزیر پیشین امور خارجه، منوچهر متکی
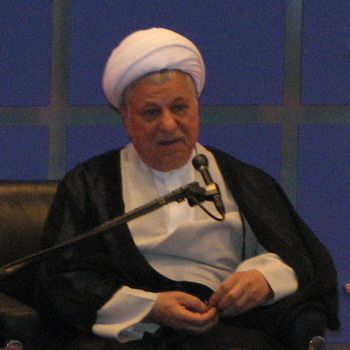
رییس جمهور ایران از ۱۳۶۸ تا ۱۳۷۶

## کنارکشیدگان
- سید محمدحسن ابوترابی‌فرد، (اصولگرا) زادهٔ ۱۳۳۲ در قم و دارای تحصیلات عالی حوزوی است. وی نایب‌رئیس اول مجلس شورای اسلامی و عضو هیئت حل اختلاف بین قوا و نماینده مجلس (از دوره ششم تاکنون) بوده است.[۱۱۶][۱۱۷][۱۱۸] وی یکی از دونفر بود که از طرفِ جامعهٔ روحانیت مبارز با سه تن از اعضایِ جبههٔ پیروان خط امام و رهبری برای نامزدی ر انتخابات ریاست جمهوری اعلام آمادگی کرد (۲۶ فروردین). که پس از ائتلاف قرار بر معرفی یک فرد به عنوان نامزدِ نهایی کردند.[۱۱۹] از ائتلاف پنجگانه در نهایت سید محمدحسن ابوترابی فرد نایب‌رئیس مجلس شواری اسلامی نامزد نهایی اعلام شد.[۱۲۰]
 در پی نامهٔ نمایندگان مجلس، وی پیش از اعلام رسمی نتایج تأیید صلاحیت‌های، انصراف داد.[۱۲۱]
- داوود احمدی‌نژاد، مهندس مخابرات، برادر رئیس‌جمهور، رئیس بازرسی نهاد ریاست‌جمهوری (۱۳۸۷–۱۳۸۴)، دبیر کارگروه دایمی پدافند غیرعامل (اصولگرا) پس از نام‌نویسی کناره‌گیری کرد.[۱۰۰][۱۰۱]
- جواد اطاعت، دکترای علوم سیاسی، نمایندهٔ مجلس ششم (اصلاح‌طلب، حزب اعتماد ملی)، نمایندهٔ مجلس ششم به سود اکبر هاشمی کناره‌گیری کرد.[۸۵]
- علی‌اکبر جوانفکر، دکترای مدیریت، مشاور مطبوعاتی و رسانه‌ای احمدی‌نژاد (اصولگرای حامی دولت) دو روز پس از ثبت‌نام به نفع اسفندیار رحیم‌مشایی کناره‌گیری کرد.[۱۲۲]
- مهدی چمران (اصولگرا) که گفته‌بود ممکن است شرکت کند و مورد حمایت جبهه مشورت ایران اسلامی -که به‌تازگی اعلام موجودیت کرده‌بود- نیز بود.[۱۲۳][۱۲۴] او روز آخر از ریاست‌جمهوری منصرف شد و به شورای شهر بسنده کرد.[۱۲۵]
- صادق خلیلیان، دکترای اقتصاد کشاورزی، وزیر جهاد کشاورزی ایران در دولت دهم (اصولگرای حامی دولت) سه روز پس از ثبت‌نام کناره‌گیری کرد.[۱۲۶][۱۲۷]
- محمدرضا رحیمی، دکترای حقوق، معاون اول احمدی‌نژاد در دولت دهم (اصولگرای حامی دولت)[۱۲۸]
- علیرضا علی‌احمدی، دکترای مدیریت تولید، وزیر آموزش و پرورش در کابینه اول محمود احمدی‌نژاد (مایل به اصولگرایی) چند روز پس از نام‌نویسی کنار کشید.[۱۲۹]
- کامران باقری لنکرانی، استاد تمام بیماری‌های گوارش و کبد بالغین، وزیر بهداشت دولت نهم (جبههٔ پایداری) چند روز پس از ثبت‌نام پس از مشورت با سعید جلیلی به نفع وی کنار کشید.[۱۳۰]
- رامین مهمان‌پرست، کارشناس ارشد مدیریت دولتی، سخنگوی وزیر امور خارجه دولت دهم (اصولگرا) چند روز پس از نام‌نویسی انصراف داد.[۱۳۱]

## حزب‌ها و گرایش‌ها
در این انتخابات مانند چند انتخابات گذشته رقابت اصلی بین دو گرایش اصولگرا و اصلاح‌طلب است.

### اصولگرایان
در انتخابات مجلس اصولگرایان شرکت‌کنندهٔ در انتخابات سه طیف شدند. آغازگر این جدایی جبههٔ پایداری بود که رسماً از اتحاد اصولگرایی بیرون آمد:
1. اصولگرایان طیف جبههٔ متحد
2. اصولگرایان حامی دولت (یا گفتمان دولت)
3. اصولگرایان میانه‌رو با فهرست‌هایی ترکیبی از اصلاح‌طلبان

#### حامیان دولت
طرفداران دولت در این دوره به دلیل اختلاف‌های چند دسته شده‌اند.
حامیان اصلی دولت که از دید منتقدان خود جریان انحرافی نام گرفته‌اند و سخت حامی دولت و اطرافیان احمدی‌نژاد اند نیز ممکن است در انتخابات حضور داشته باشند. ایشان در انتخابات اخیر مجلس ردصلاحیت شدند. البته برخی در رسانه‌ها مطرح می‌شوند.

البته محمود احمدی‌نژاد بارها اعلام کرده‌بود که به دنبال نامزد نبوده است. حتی از قول وی نقل شده‌بود حتی یک دقیقه هم به این مطلب نیندیشیده است. او گفته‌بود دولت در انتخابات دخالت نخواهد کرد و تنها هدف دولت انتخابات پرشور است. همچنین یکی از نمایندگان مجلس گفته‌بود که احمدی‌نژاد سوگند خورد که خبری نیست و فعلاً دنبال کسی نیستیم.
ولی در نهایت از میان کسانی که مطرح بودند مانند غلامحسین الهام از اعضای پیشین جبههٔ پایداری، حمیدرضا حاجی‌بابایی، مجتبی ثمرهٔ هاشمی، حمیدرضا بقایی، محمدشریف ملک‌زاده،... چهار نفر از حامیان دولت در انتخابات شرکت کردند که سه تا کناره‌گیری کردند.
- اسفندیار رحیم‌مشایی رئیس‌دفتر رئیس‌جمهور که با او رابطه‌ای تنگاتنگ دارد. وی با حضور احمدی‌نژاد در انتخابات ثبت‌نام کرد و احمدی‌نژاد -به‌عنوان شخص حقیقی-از او رسماً حمایت کرد.[۱۳۵] مشایی نیز هدف خود را ادامهٔ راه احمدی‌نژاد خواند.[۱۳۶] ثبت‌نام مشایی هم‌زمان با هاشمی در آخرین دقیقه‌ها اتفاق افتاد.[۱۳۷]

البته دفتر رئیس‌جمهور اعلام زودهنگام نامزدی او را تکذیب کرده‌بود. عباس امیری‌فر رئیس شورای فرهنگی نهاد ریاست‌جمهوری که از نزدیکان مشایی شناخته می‌شود نیز گفته است مشایی گفته است که نامزد نخواهد شد. خود مشایی نیز تلویحی گفت که نمی‌آید ولی تصریح نکرد.
همراهی احمدی‌نژاد واکنش‌های شدیدی را به همراه داشت
سرانجام پس از تأیید نشدن مشایی احمدی‌نژاد برای بازنگری از رهبری پیگیری کرد ولی مشایی تأیید نشد.

##### حامیان گفتمان دولت
همچنین حامیان دولت که از دولت خارج شده‌اند نیز تاکنون کسانی اعلام نامزدی کرده‌اند.
- روح‌الله احمدزادهٔ کرمانی از سال ۱۳۸۸ تا ۱۳۹۰ استاندار فارس و در سال ۱۳۹۰ به مدت شش ماه رئیس سازمان میراث فرهنگی بود که استعفا کرد.

او حتی بخشی از هیئت دولت خود را نیز اعلام کرده است که آمیخته‌ای از برخی نزدیکان احمدی‌نژاد و جبههٔ پایداری و تنی چند از دیگران است ولی در عین حال تأکید کرده است «هیچ توافق و گفت‌گویی با رئیس‌جمهور محترم و اعضای دولت نداشته‌ام و با نقطهٔ عزیمت گفتمان انتقادی نسبت به دولت دهم، پای در انتخابات گذاشته‌ام.» وی از منتقدان جریان پیرامون احمدی‌نژاد است.
او تأیید صلاحیت نشد.
- سعید جلیلی دبیر شورای عالی امنیت ملی نیز در انتخابات حضور یافت. با حضور او آرایش سیاسی تغییر کرد.[۱۴۳]

علی باقری کنی رئیس ستاد جلیلی گردید. همانگونه که باقری لنکرانی که مورد حمایت جبهه پایداری بود نیز به نفع جلیلی کنار رفته بود جمعی از جبهه پایداری و تعدادی از وزرای پیشین و کنونی دولت از جلیلی حمایت کردند.

###### جبههٔ پایداری انقلاب اسلامی
جبههٔ پایداری انقلاب اسلامی که خود را «حامیان گفتمان دولت» یا «حامیان گفتمان سوم تیر (تاریخ برگزیدن احمدی‌نژاد در دوردوم انتخابات ۸۴)» می‌خوانند تا حامیان دولت، بیشتر شامل گروهی است که در پی اختلاف با اطرافیان احمدی‌نژاد در سال‌های ۸۸–۸۹ از او فاصله گرفتند.
این جبهه پس از بررسی نامزدان موردنظر در نهایت به سه نفر: کامران باقری لنکرانی وزیر بهداشت احمدی‌نژاد در دولت نهم -از اعضای شورای مرکزی و سخنگوی گروه است-، سعید جلیلی دبیر شورای عالی امنیت ملی، سید پرویز فتاح وزیر نیروی دولت نهم و جانشین قرارگاه سازندگی خاتم‌الانبیا رسید و قرار شد این سه تن از میان خود یک نفر را اعلام کنند.
در نهایت کامران باقری لنکرانی نامزد نهایی این جبهه معرفی شد.
بعد در پی اختلاف جلیلی سخنگوی جبهه پایداری با بیان اینکه اگر حتی سعید جلیلی هم بیاید کاندیدای اصلح جبهه پایداری باقری لنکرانی است، گفت: مدل انتخاب اصلح ائتلاف یا مذاکره برنمی‌دارد. محمد سلیمانی مسوول ستاد باقری لنکرانی در انتخابات ریاست جمهوری یازدهم از تشکیل و فعال شدن کمیته رسانه، دانشجویان، طلاب، قشرها، بین‌الملل، بانوان، ارتباط با تشکل‌ها و کمیته ستادهای مردمی حامی وی خبر داد.
لنکرانی قبل از بررسی صلاحیتها، پس از جلسه مشورت با جلیلی به نفع وی کنار کشید. و در نهایت جبهه پایداری در ششم خرداد، جلیلی را نامزد مورد حمایت خود اعلام کرد.

#### طیف جبهه متحد اصولگرایان
در انتخابات مجلس این طیف یک‌پارچه فهرست جبهه متحد اصولگرایان را دادند و حتی گروه‌های دیگر که فهرست‌هایی مانند ائتلاف بزرگ اصولگرایان داده‌بودند.
ولی برای انتخابات ریاست‌جمهوری ایشان نظرهایی ضد و نقیض داده‌اند. و تاکنون اجماعی برای حمایت رسمی از نامزدی نداشته‌اند.
- علیرضا زاکانی نمایندهٔ مجلس هفتم تا نهم و دبیرکل جمعیت رهپویان انقلاب اسلامی که در انتخابات مجلس عضو اتحاد این جبهه بود و مورد حمایت جبهه «حماسه‌سازان انقلاب اسلامی» نیز در انتخابات حضور یافت.[۱۵۰] او تأیید صلاحیت نشد.

##### ائتلاف پیشرفت (سه‌گانه)
غلامعلی حداد عادل و محمدباقر قالیباف و علی‌اکبر ولایتی که سه نامزد احتمالی ریاست‌جمهوری اند، برای وحدت اصولگرایان قرار گذاشته‌اند که با هماهنگی یکدیگر تنها یک نفرشان نامزد شود و دو نفر دیگر نه. البته نه اینکه دو نفر دیگر از فرد نهایی حمایت کنند بلکه با نیامدن خویش رأی نشکنند. شاید این افراد به چهار یا پنج نیز برسند.
این پیش‌ائتلاف در ایران به «ائتلاف ۲+۱» یا «ائتلاف سه‌گانه» یا «ائتلاف سه‌نفره» معروف شده است. خود اعضا نام این ائتلاف را «پیشرفت» گذاشته‌اند.
حداد عادل حسین نجابت را به عنوان رئیس ستاد انتخاباتی خود انتخاب کرد.
حسین مظفر رئیس ستاد انتخاباتی محمدباقر قالیباف نیز، از ریاست ستاد انتخاباتی ائتلاف پیشرفت استعفا داد.
این ائتلاف در نهایت از هم گسست.

##### ائتلاف اکثریت اصولگرایان
از ائتلاف پنجگانه (ائتلاف راست سنتی) در نهایت سید محمدحسن ابوترابی فرد نایب‌رئیس مجلس شواری اسلامی نامزد نهایی اعلام شد.
این نتیجه که به دلایلی با تفاهم جمعی بوده و نه نظرسنجی با مخالفت منوچهر متکی همراه شد که مدعیست در نظرسنجی‌ها نفر برتر بوده است. وی سرانجام با تأکید بر اینکه پایبند به ائتلاف است در انتخابات نامزد شد.
ابوترابی فرد به عنوان نامزد نهایی با درخواست ۱۸۰ نماینده مجلس در راستای وحدت رویه اصولگرایان انصراف داد، از این پس ائتلاف مذکور نامزدی ندارد و به نظر می‌رسد از کاندیدای مورد حمایت جامعتین حمایت خواهند کرد.
دو نفر از اعضای جامعهٔ روحانیت مبارز و سه تن از سوی جبههٔ پیروان خط امام و رهبری اعلام آمادگی برای نامزدی کرده‌بودند که با یکدیگر ائتلافی تشکیل داده یک نفر را نامزد نهایی اعلام کردند.
- از اعضای جامعهٔ روحانیت این افراد برای این ائتلاف اعلام نامزدی کرده‌بودند: (البته جامعهٔ روحانیت از هیچ نامزدی حمایت نکرده است.[۱۵۹]): مصطفی پورمحمدی معاون سیاسی جامعهٔ روحانیت[۵۲] و سید محمدحسن ابوترابی‌فرد[۴۸] از جبههٔ پیروان نیز پس از آنکه جبههٔ پیروان اعلام کرده‌بود که پس از مطرح کردن افراد و رای‌گیری سه نفر را برای بررسی نامزدی ریاست‌جمهوری به جامعهٔ اصولگرایان معرفی کرده است، این افراد انتخابات شدند:[۱۶۰] یحیی آل‌اسحاق، وزیر رئیس اتاق بازرگانی تهران و وزیر بازرگانی دولت ششم (دولت دوم هاشمی)[۱۶۱] محمدرضا باهنر، نایب‌رئیس دوم مجلس شورای اسلامی و نمایندهٔ هفت دورهٔ مجلس، عضو مجمع تشخیص مصلحت نظام[۵۱] منوچهر متکی، وزیر امور خارجه دولت نهم و دهم[۴۶]

در نهایت ابوترابی انصراف داد و متکی تاییدصلاحیت نشد.
با توجه به اینکه هیچ‌کس از این ائتلاف بالا نرفت، جبههٔ پیروان از علی‌اکبر ولایتی حمایت کردند.
ولی جامعهٔ روحانیت به‌رغم اینکه بیشتر اعضایش حامی ولایتی بودند از هیچ‌کس حمایت نکرد.

#### جبهه ایستادگی
جبهه ایستادگی ایران اسلامی اعلام کرده است که محسن رضایی -که در دو انتخابات پیش نیز حضور داشته است- گزینهٔ قطعی و نهایی این طیف است.
این جبهه در انتخابات مجلس نهم با جدا شدن از دیگر اصولگرایان تشکلی بود که با رهبری معنوی محسن رضایی تشکیل شده‌بود و توانست چند کرسی مجلس را تصاحب کند.
دبیرکل حزب سبز نیز اعلام کرده است که رضایی گزینه نهایی این حزب می‌باشد.
البته محسن رضایی مستقل در انتخابات شرکت کرد.

#### دیگر اصولگرایان
- علی فلاحیان وزیر اطلاعات دولت هاشمی و عضو مجلس خبرگان رهبری که اعلام نامزدی کرده‌بود در انتخابات حضور یافت.[۱۶۹] او تأیید صلاحیت نشد.

### اصلاح‌طلبان
سیدهادی خامنه‌ای دبیرکل مجمع نیروهای خط امام (ره)، رئیس دوره‌ای شورای هماهنگی جبهه اصلاحات شد.
در جلسهٔ شورای اصلاحات که طیف‌های مهم اصلاح‌طلب حضور داشتند، رأی‌گیری شد که هفت نفر در این رأی‌گیری انتخاب شدند. از میان این افراد علیرضا بهشتی مشاور ارشد میرحسین موسوی در انتخابات دهم، و بیژن نامدار زنگنه وزیر جهاد سازندگی دولت دوم موسوی، وزیر نیروی دولت هاشمی، وزیر نفت دولت خاتمی، و حبیب‌الله بیطرف، وزیر نیروی ایران دولت خاتمی
- سید محمد صدر، معاون پیشین عربی-آفریقایی وزارت امور خارجه، و سید مصطفی محقق داماد، رئیس سازمان بازرسی کل کشور (۱۳۷۳–۱۳۶۰) و اسحاق جهانگیری، وزیر صنایع و معادن دولت خاتمی انتخاب شدند که در نهایت نفر آخر در این رای‌گیری یعنی محمدرضا عارف شرکت کرد.
- محمدرضا عارف، معاون اول دولت خاتمی در انتخابات حضور یافت.«عارف ثبت‌نام کرد». خبرگزاری فارس. ۲۰ اردیبهشت ۱۳۹۲. و گفته است و اعلام کرده است که به نفع کسی کنار نخواهد رفت.[۸۹]

وی گفته‌بود در صورت حضور خاتمی فعالیت‌ها و ستاد انتخاباتی خود را در اختیارش می‌گذارم و به نفع او کنار خواهم کشید.
- اکبر اعلمی نمایندهٔ مجلس ششم و هفتم[۱۷۳] نیز ثبت‌نام کرده است.[۱۷۴] او تأیید صلاحیت نشد.
- اکبر هاشمی رفسنجانی رئیس مجمع تشخیص مصلحت نظام گمانه‌زنی‌های زیادی دربارهٔ آمدنش مطرح بود.

در نهایت، در آخرین دقایق فرصت قانونی، با حضور در وزارت کشور برای نامزدی انتخابات ثبت نام کرد. او نیز تأیید صلاحیت نشد.
شورای هماهنگی جبههٔ اصلاحات و حزب همبستگی ایران اسلامی رسماً از هاشمی حمایت کرده‌بودند.
حضور هاشمی رفسنجانی در انتخابات باعث بروز اظهارنظرهای متفاوتی در مجامع مختلف شد اما در پایان زمان بررسی صلاحیتها، صلاحیت وی احراز نشد.
جبهه مردمی اصلاحات در ششم خرداد که پیش از این از کاندیداتوری هاشمی رفسنجانی حمایت کرده بود طی بیانیه‌ای از حسن روحانی اعلام حمایت کرد.

#### مجمع روحانیون مبارز
مجمع روحانیون مبارز با انتشار اطلاعیه‌ای، حمایت خود را از نامزدی هاشمی رفسنجانی در یازدهمین دورهٔ انتخابات ریاست جمهوری اعلام کرده‌بود.

#### حزب مردم‌سالاری
- مصطفی کواکبیان دبیرکل حزب مردم‌سالاری نیز حضور خود را منوط به طرحی با نام «مناسک» دانسته‌بود و گفته‌بود در صورت آمدن خاتمی نامزد نمی‌شود.[۹۱][۹۲]

پس از مطرح شدن طرح و عدم استقبال فراگیر از او، حزب اعلام کرد که او را به نامزدی حزب مردم‌سالاری معرفی می‌کند.
وی در انتخابات نام نوشت ولی تاییدصلاحیت نشد.

### دیگران
- حسن روحانی، نمایندهٔ رهبر در شورای عالی امنیت ملی، نماینده مجلس خبرگان رهبری، عضو مجمع تشخیص مصلحت نظام و رئیس مرکز تحقیقات استراتژیک، با شعار «دولت تدبیر و امید» در میان هوادارانش رسماً اعلام کاندیداتوری کرد.[۴۱][۱۰۳] در این همایش که با حضور جمعی از حامیان و مسؤولین، در روز ۲۲ فروردین ۹۲ برگزار شد، یاسر و فاطمه، فرزندان هاشمی رفسنجانی نیز حضور داشتند. یاسر هاشمی، پیشتر خبر از قطعی شدن کاندیداتوری روحانی داده بود و او را فردی معتدل و بهترین گزینه برای ریاست جمهوری دانسته بود.[۱۸۱][۱۸۲] با توجه به ارتباط نزدیک هاشمی و روحانی، حمایت هاشمی رفسنجانی از او به عنوان کاندیدای مورد نظرش، دور از ذهن نخواهد بود.[۱۸۳][۱۸۴][۱۸۵] وی ادعا کرده است که بر مبنای قول هاشمی در انتخابات شرکت کرده است.[۱۸۶]

روحانی دبیر پیشین شورای عالی امنیت ملی، مشاور امنیت ملی رئیس‌جمهور در دولت هاشمی و دولت خاتمی و نایب رئیس پیشین مجلس (در دوره‌های چهارم و پنچم) بوده است.
جبهه مردمی اصلاحات در ششم خرداد که پیش از این از کاندیداتوری هاشمی رفسنجانی حمایت کرده بود طی بیانیه‌ای از حسن روحانی اعلام حمایت کرد.
- صادق واعظ زاده اولین نامزد سرشناسی بود که ثبت نام نمود و جزو ۲۱ نفر سرشناس رد صلاحیت شده گردید.[۱۸۷]

#### حزب اعتدال و توسعه
این حزب از روحانی حمایت کرد.

## نیامدگان
افرادی که گمانه‌زنی در مورد نامزد شدن آن‌ها زیاد صورت گرفته ولی خود ایشان حضورشان را تکذیب کرده‌اند.
- سید محمد بیاتیان، نمایندهٔ مردم بیجار و حسن‌آباد برای انتخابات اعلام نامزدی کرده‌بود،[۱۸۹] همین.
- اسحاق جهانگیری که اعلام کرده‌بود حضورش جدی است و می‌آید[۱۹۰] عاقبت نیامد. وی که از آغاز بحث‌ها نامش پررنگ‌تر بود، نخست اعلام کرده‌بود که فعلاً هیچ برنامه و تصمیمی برای نامزدی در انتخابات ندارد.[۱۹۱]

وی رئیس ستاد هاشمی شد.
- سید محمد خاتمی که سخن بسیاری دربارهٔ آمدنش بود،[۱۹۳][۱۹۴][۱۹۵][۱۹۶][۱۹۷] چند بار تلویحاً گفته‌بود که نخواهد آمد.[۱۹۸][۱۹۹][۲۰۰] ولی به‌رغم همهٔ گمانه‌زنی‌ها، وی نهایتاً برای کاندیداتوری انتخابات شرکت نکرد.[۱۸۳][۲۰۱][۲۰۲][۲۰۳][۲۰۴]

خاتمی گفته‌بود که اگر رویکردهایی که منجر به این وضعیت فعلی شده است عوض شود، می‌شود کار کرد و وارد صحنه شد که متأسفانه هنوز نشانی از آن نمی‌بینیم. من هم شخصاً باید تصمیم بگیرم، ولی مطمئن باشید که از اتخاذ هر تصمیمی که موجب افزایش هزینه برای ملت شود اجتناب خواهم کرد.
- سید حسن خمینی که بعضی از اصلاح‌طلبان در اوایل سال ۱۳۹۱ نامش را نیز نامزد احتمالی خود برسر زبان‌ها آوردند.[۲۰۶] سایت جماران نامزدی سید حسن خمینی را رد نموده است. او خود گفته است که نامزد ریاست‌جمهوری نخواهد شد.[۲۰۷]
- ارسلان فتحی‌پور نمایندهٔ مجلس هفتم تا نهم، رئیس گروه اقتصادی رسماً اعلام نامزدی کرده‌بود.[۲۰۸] که پیش از نام‌نویسی کناره‌گیری کرد.[۲۰۹]
- حسین کمالی را خانهٔ کارگر رسماً مطرح کرده‌بود. علیرضا محجوب دبیرکل این حزب، یک‌طویه دبیرکل حزب اسلامی کار را نامزد مورد حمایت خود در انتخابات آینده دانسته‌بود.[۲۱۰] حتی گه‌گاه خبر نامزدیش تأیید شده است.[۲۱۱]

کمالی خود گفته‌بود که دربارهٔ حضورش به موقعش سخن خواهد کرد. که نگفت. او گفته‌بود قبلاً برداشتم این بود که هاشمی نمی‌آید ولی با توجه به اظهارات اخیر احتمال می‌دهم نظر تغییر یافته‌باشد.
- محسن مهرعلیزاده رئیس سازمان تربیت بدنی دولت خاتمی که انتخابات سال ۸۴ خود نامزد کرده‌بود مطرح شده‌بود.[۲۱۴] وی گفته‌بود تا اعلام وضعیت خاتمی آمدنش را اعلام نخواهد کرد و اگر نیاید آماده است.[۲۱۵] ولی نیامد.
- محمدعلی نجفی هم که از او نام برده شده است که دربارهٔ این موضوع فکری نکرده و آن را شایعه می‌داند.[۲۱۶] او سرانجام نیامد.
- علی‌اکبر ناطق نوری نامزد انتخابات هفتم و رئیس‌مجلس گذشته (اصولگرا، جامعهٔ روحانیت) که چند بار خبر احتمال نامزدیش مطرح شد، مسئول دفترش اعلام کرد که نامزد نخواهد شد.[۲۱۷]
- علی نیکزاد وزیر راه و شهرسازی (اصولگرای حامی دولت) گفته است نامزد نخواهد شد.[۲۱۸]